# Blu (Streetart-Künstler)
Blu (* Anfang der 1980er Jahre in Senigallia) ist der Künstlername eines italienischen Graffiti-, Streetart- und Videokünstlers, der seine Identität verbirgt. Bekannt ist, dass er in Bologna lebt. Das Goethe-Institut Madrid bezeichnet Blu als einen der international bedeutendsten und kritischsten Street-Artisten des Muralismus.
Blu betreibt Urban-Art seit Mitte der 1990er Jahre. Werke Blus finden sich in mehreren europäischen Ländern, im Westjordanland und in Nord-, Mittel- und Südamerika. Auf einer Amerika-Reise im Jahr 2006 drehte der Regisseur Lorenzo Fonda den Dokumentarfilm MEGUNICA, eine Mischung aus Künstlerportrait und Roadmovie über Blus Arbeit. In Deutschland ist Blu vor allem durch die großflächigen Cuvry-Graffiti in Berlin-Kreuzberg bekannt, die 2014 mit seinem Einverständnis eingeschwärzt wurden. Im Jahr 2006 nahm er in Wuppertal am Outsides-Projekt teil, einem von Red Bull gesponserten Streetart-Projekt. In Österreich war er mit der Bemalung eines Getreidespeichers im Wiener Alberner Hafen vertreten. Zu seinen Werken gehören zahlreiche digitale Animationen und Videos, die unter anderem die Entstehung der Wandbilder als Making-of dokumentieren. Das Animations-Video Muto („Stumm“), das Blu während eines Aufenthaltes in Buenos Aires 2007/2008 aufnahm, wurde mit mehreren Preisen ausgezeichnet. Auf seiner Homepage, gefasst als Sketch Note-Book und Teil seiner Kunst, veröffentlicht Blu in der Art eines Tagebuchs regelmäßig Teile seiner Skizzenbücher und gibt Einblicke in die Werke und Prozesse seiner Arbeitsweise.
Seine sozialkritischen Bilder, als oft episch ausladend charakterisiert, wurden auf verschiedenen Ausstellungen vorgestellt, darunter 2009 Urban-Art – Werke aus der Sammlung Reinking im Bremer Weserburg Museum für moderne Kunst. Eine Gemeinschaftsarbeit Blus mit den brasilianischen Brüdern Os Gêmeos im Rahmen des Lissaboner Crono-Projekts 2010 wählte der Guardian unter die zehn besten Streetart-Werke weltweit.

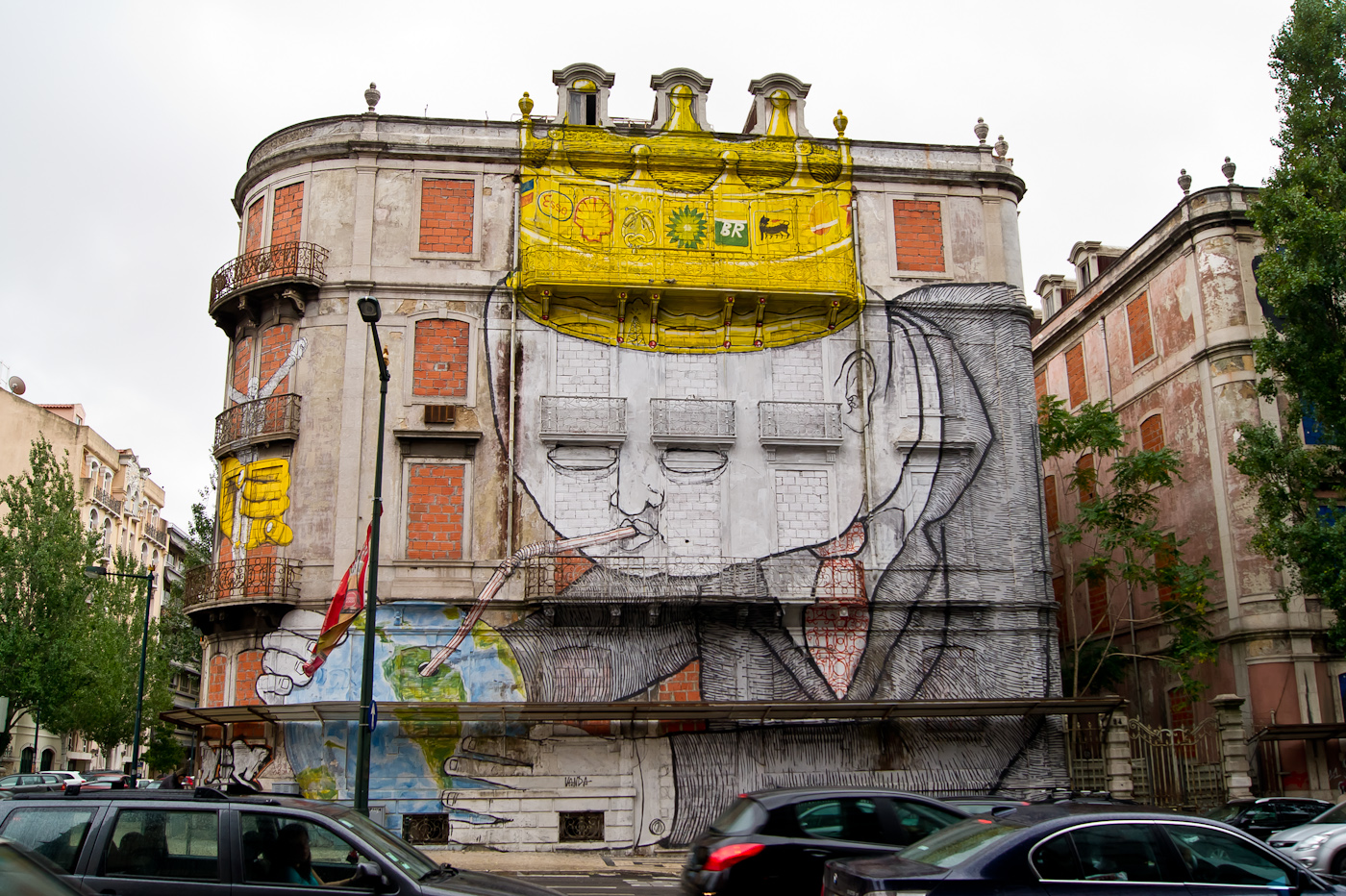
Ein Geschäftsmann, bekrönt mit den Emblemen internationaler Ölkonzerne, hält die Erde in der Hand und saugt sie mit einem Strohhalm aus. Blus Anteil an der Gemeinschaftsarbeit mit den Brüdern Os Gêmeos, Lissabon 2010. Laut Guardian eins der zehn besten Streetart-Werke weltweit.

## Künstlerischer Werdegang
Abgesehen von seinem Geburtsort Senigallia und seinem Wohnort Bologna ist über das Leben Blus kaum etwas bekannt. Nach Angabe des ArtBooom Festivals in Krakau und wie er selbst in einem Interview zu verstehen gab, wurde er Anfang der 1980er Jahre geboren. In den Jahren 2013 und 2014 wohnte und arbeitete er in einem besetzten ehemaligen Militärgebäude in Rom, das er in zweijähriger Arbeit mit seinem bislang größten Wandbild ausstattete. Ansonsten hält sich Blu hinsichtlich seiner Biografie/Person gezielt bedeckt und will sich ausschließlich durch seine Kunst ausdrücken. Anlässlich der Urban-Art Ausstellung 2009 konnte das Weserburg Museum für moderne Kunst im Begleitband zur Biografie Blus lediglich mitteilen: „Antibiografische Anmerkung: Blu ist das Pseudonym eines italienischen Künstlers. Wenn er es nur könnte, würde er auf seinen Namen verzichten. Sein Leben ist nebensächlich.“

### Graffiti und Wandbilder

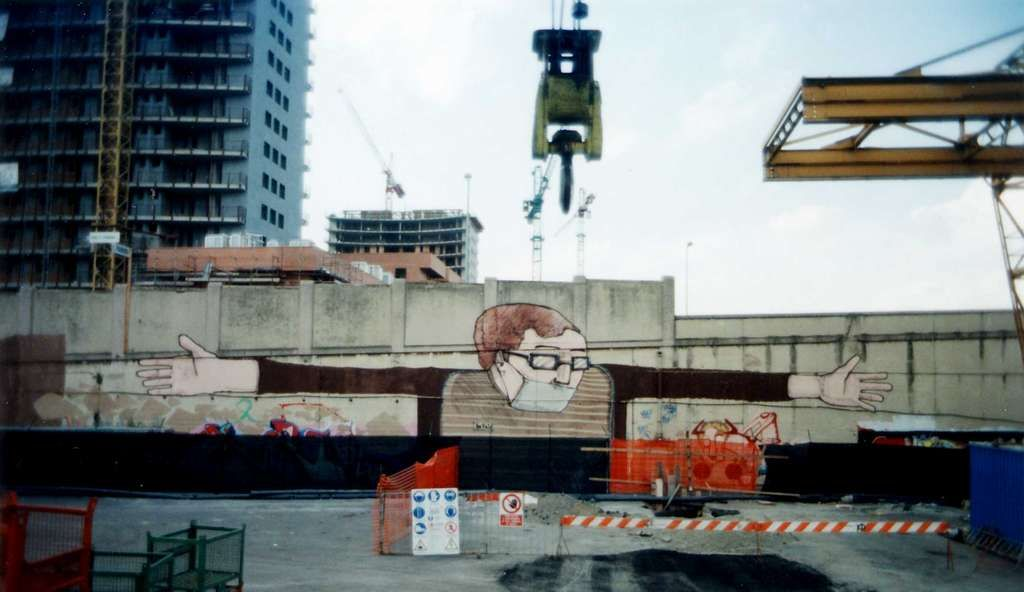
Frühes Werk Blus aus dem Jahr 2001 an der Brücke der Via Stalingrado in Bologna

Blu begann seine künstlerische Karriere Mitte der 1990er Jahre im Alter von 15 Jahren in der Universitätsstadt Bologna. In einem Interview teilte er mit, dass es zu dieser Zeit in Italien einen großen Graffiti-Boom gab, von dem er sich inspirieren ließ. Seine ersten Arbeiten bestanden aus Graffiti, die er in der Altstadt und den Vororten Bolognas mit Sprühdosen, dem typischen Handwerkszeug der Graffiti-Kultur, sprayte. Ab 2001 wandte er sich großflächigen Wandbildern zu, wobei er die Fassadenfarben mit Rollen, die auf Teleskopstöcken montiert waren, auftrug. Blu hat sich in diesen Jahren sowohl technisch als auch inhaltlich vom Graffiti-Stil entfernt. Eine deutliche Konturierung und das schnelle, spontane Auftragen der Farbe sind Elemente, die noch an Blus Graffiti erinnern. Das Großformat, das Überwiegen des Bildteils und die gesellschaftskritischen Aussagen hingegen sind typische Merkmale der Street Art. Blu hat sich dazu in einem Interview folgendermaßen geäußert: „[...] taking what I had learned from graffiti writing, I have tried to move backwards, removing all the parts that I did not need.“ Sarkastisch und dramatisch dargestellte, surreale Figuren, die an Comics und Arcade-Spiele erinnerten, erschienen auf den Hauswänden Bolognas, aufgetragen in der Regel in weißer Farbe. Die unbunte Farbe Weiß bevorzugt Blu für seine Werke bis heute (Stand 2015), weil helle Wandbilder in der Dunkelheit am besten sichtbar sind. Im Jahr 2004 wurden erste Kunstgalerien auf Blus Bildsprache und Stil aufmerksam und luden ihn zu Ausstellungen ein. Da er weiterhin lieber im Verborgenen arbeiten und sich mit Bildern und nicht mit Worten ausdrücken wollte, nahm er die Einladungen selten an.
Etwa zur gleichen Zeit begann Blu eine intensive Zusammenarbeit mit Künstlern wie Dem, Sweza, Run und vor allem Ericailcane, mit dem er sich künstlerisch ergänzte. Während Blu seine charakteristischen menschlichen Figuren kreierte, malte Ericailcane die für ihn typischen Tiere, wie beispielsweise noch auf dem Nuart Festival in Stavanger 2010 (siehe unten). Ab 2005 unternahm Blu ausgedehnte Reisen, insbesondere nach Amerika und in Europa. Die Werke auf seinen oft langjährigen Auslandsaufenthalten entstanden teils in Zusammenarbeit mit international renommierten Street-Art-Künstlern, darunter Banksy, Os Gêmeos und JR. Spätestens als er sich anlässlich seines Werkes Hombre Banano 2005 in Managua mit der Sandinistischen Revolution auseinandersetzte, gewannen seine Bilder deutlich sozialkritische Inhalte. Der Bananenmann thematisierte den Protest der Arbeiter auf den Bananenplantagen Nicaraguas. Blus Maltechnik und Bildaussagen seit dieser Zeit werden mit dem Muralismo, insbesondere mit dem mexikanischen und südamerikanischen Muralismo, verglichen.

### MEGUNICA-Filmprojekt
Ende 2006 bereiste Blu im Rahmen des MEGUNICA-Filmprojekts Süd- und Zentralamerika. MEGUNICA ist ein Dokumentarfilm des italienischen Regisseurs Lorenzo Fonda aus dem Jahr 2008. Der Filmtitel MEGUNICA ist ein Akronym aus den Anfangsbuchstaben der bereisten Länder Mexiko, Guatemala, Nicaragua, Costa Rica und Argentinien. In einer Mischung aus Künstlerportrait und Roadmovie folgt der Film Blus Reise und zeigt ihn bei der Arbeit und bei seinen Begegnungen. Das Ziel des Projekts bestand darin, zu erforschen und zu dokumentieren, ob und inwieweit die unterschiedlichen Umfelder und sozialen Bedingungen der bereisten Länder Blus kreative Prozesse beeinflussen und sich über eine veränderte Wahrnehmung in seinen Wandmalereien, Zeichnungen und Animationen niederschlagen. Blu stimmte dem Projekt nur unter der Bedingung zu, dass sein Gesicht kein einziges Mal gezeigt wird. Der 80-minütige Film wurde mit mehreren Preisen ausgezeichnet.

### Animationen, Videos undSketch Note-Book

Das Logo Blus

Zur Kunst Blus gehören neben seinem eigentlichen Medium, der Wandmalerei, zahlreiche Videos und das Sketch Note-Book auf seiner Webseite. Mit der digitalen Animation begann Blu spätestens im Jahr 2001. Von den zehn Animationsfilmen, die Blu bis 2013 produzierte, sind einige Kooperationen mit anderen bildenden Künstlern und Musikern. Die Animation COMBO entstand beispielsweise auf dem Fame-Festival 2009 im italienischen Grottaglie in Zusammenarbeit mit dem in New York lebenden David Ellis. Fünf dieser Filme stehen im Zusammenhang mit den Wandmalereien (wall-painted animations). Darüber hinaus dokumentieren vierzehn Making-of-Videos (bis 2013) die Entstehungsprozesse seiner Wandmalereien. Das Animations-Video Muto („Stille“), das Blu während seines Aufenthaltes in Buenos Aires 2007/2008 aufnahm, wurde mit mehreren Preisen ausgezeichnet. Seit 2000 dokumentiert Blu seine Animationen und Wandmalereien auf seiner Webseite, dem Sketch Note-Book, das er in der Art eines Tagebuchs regelmäßig ergänzt. Hier veröffentlicht er zudem Teile seiner Skizzenbücher in digitalisierter Form und gibt somit Einblicke in verschiedene Prozesse seiner Arbeitsweise. Einige Werke Blus sind als Siebdruck und in einer zusammenfassenden DVD erschienen. In Buchform liegt unter anderem die Bild-Sammlung Blu. 2004–2007 vor, die außer Danksagungen keinen Text enthält.
Blus Animationsvideos haben sich im Laufe der Zeit inhaltlich und technisch weiterentwickelt. Seine ersten Animationsvideos entstanden auf Papier, während Wände im Freien den Hintergrund späterer Videos wie Muto und Big Bang Big Boom bilden. Oft integriert er Gegenstände, die er auf der Straße findet, wie in Big Bang Big Boom. Die Entwicklung verdeutlicht Blu dadurch, dass er seine Videos nun "wall-painted animations" nennt. In den "wall-painted animations" greift er die Architektur der Stadt, ihre Umgebung und Landschaften auf und integriert sie in seine Wandmalereien. Seine späteren Animationsvideos haben außerdem oft eine erkennbare Handlung, so ist Big Bang Big Boom Blus Interpretation der Evolution.
Blu stellt seine Videos und Animationen unter freien Lizenzen bei YouTube oder Vimeo ein. Die Werke können somit als freie Inhalte kostenlos genutzt und weiterverbreitet werden. Im Gegensatz zu anderen Künstlern der Urban-Art, die den Kunstmarkt mit Prints und Leinwänden inzwischen „gnadenlos fluten“ würden, stellte der Kunstsammler Rik Reinking 2009 im Interview mit Alain Bieber zu Blu fest:

„Künstler wie Blu machen gar keine kommerziellen Geschichten. Wenn man Glück hat, verkauft er einem eine Zeichnung aus seinem Skizzenbuch, und die sind dann auch wirklich sehr teuer. Aber das ist bei ihm das Einzige, was man überhaupt bekommt. Und das ist auch gut und konsequent so. Der lebt für die Sache.“

## Rezeption und Sozialkritik im Werk Blus
Insbesondere bezogen auf den Animationsfilm Muto erinnerte das Weserburg Museum für moderne Kunst 2007 Blus Arbeitsweise und die sinnliche Ausdruckskraft seiner Zeichnungen an Werke von William Kentridge und Robin Rhode. Er selbst spreche allerdings von einer Nähe zu Gordon Matta-Clark, dessen interventionistische und dekonstruktivistische Herangehensweise an Architektur und Skulptur er in seiner Arbeitsweise umzusetzen versuche. Der britische Kunst-Autor Tristan Manco attestierte den Wandbildern Blus, gleichfalls 2007, eine gewisse Zufälligkeit: „[…] sometimes with a visual pun or message in mind, but often his images take on a life their own.“ („[…] mitunter mit einem visuellen Wortspiel oder einer Botschaft im Kopf, aber oft entwickeln seine Bilder ein Eigenleben.“) Christoph Zang sah 2013 Blus Werke auf eine „morbide und verstörende Art durchdacht und sozialkritisch aufgeladen“, die zwischen Subversion und Aleatorik schwankend einen großen Interpretations- und Assoziationsspielraum böten, häufig aber subtil/latente und eindeutige gesellschaftskritische Botschaften enthielten.
Karin Cruciata sah bereits in der Tatsache, dass Blu seine Bilder um 2005 vornehmlich an zahlreichen, darunter besetzten autonomen Kulturzentren (Centri Sociali Autogestiti) wie am Crash (siehe unten) in Bologna platzierte, eine klare politische Stellungnahme. Das Managua-Bild (Hombre Banano) von 2005 und das Lissabon-Bild von 2010 seien als scharfe künstlerische Kapitalismuskritik zu deuten. Im Jahr 2010 provozierte Blu in Los Angeles mit einer deutlichen antimilitaristischen Aussage einen Kunsteklat. Im Dezember 2010 war er eingeladen, im Vorfeld der Ausstellung Art in the Streets im Museum of Contemporary Art, Los Angeles (MOCA) die Wand eines Museumsgebäudes zu bemalen. Sein Wandbild mit Särgen gefallener US-Soldaten, die mit Dollarscheinen statt mit US-Flaggen drapiert waren, wurde noch vor der Fertigstellung auf Veranlassung des Museumsdirektors Jeffrey Deitch übertüncht. Die angebotene Schaffung eines Ersatzbildes lehnte Blu ab. Aufgrund der Zensur und des Eingriffs in die Kunstfreiheit produzierten Künstlerkollegen Blus Poster, die den Direktor Deitch als Ajatollah mit einem Farbroller in der Hand darstellten.
Genauere Einblicke in die teils subtilen, teils eindeutigen gesellschaftskritischen Botschaften des Künstlers gibt die folgende Werkübersicht.

## Werke nach Ort (Auswahl)
Soweit die Wandbilder mit Namen bezeichnet sind, handelt es sich zumeist um Titel, die die Kunstszene den Bildern später beigelegt hat. Um den Interpretationsspielraum nicht vorzugeben und damit von vornherein einzuschränken, tituliert Blu seine Wandbilder in der Regel nicht.

### Nord-, Mittel- und Westeuropa

#### Deutschland

##### Berlin: Cuvry-Graffiti (2007/2008)

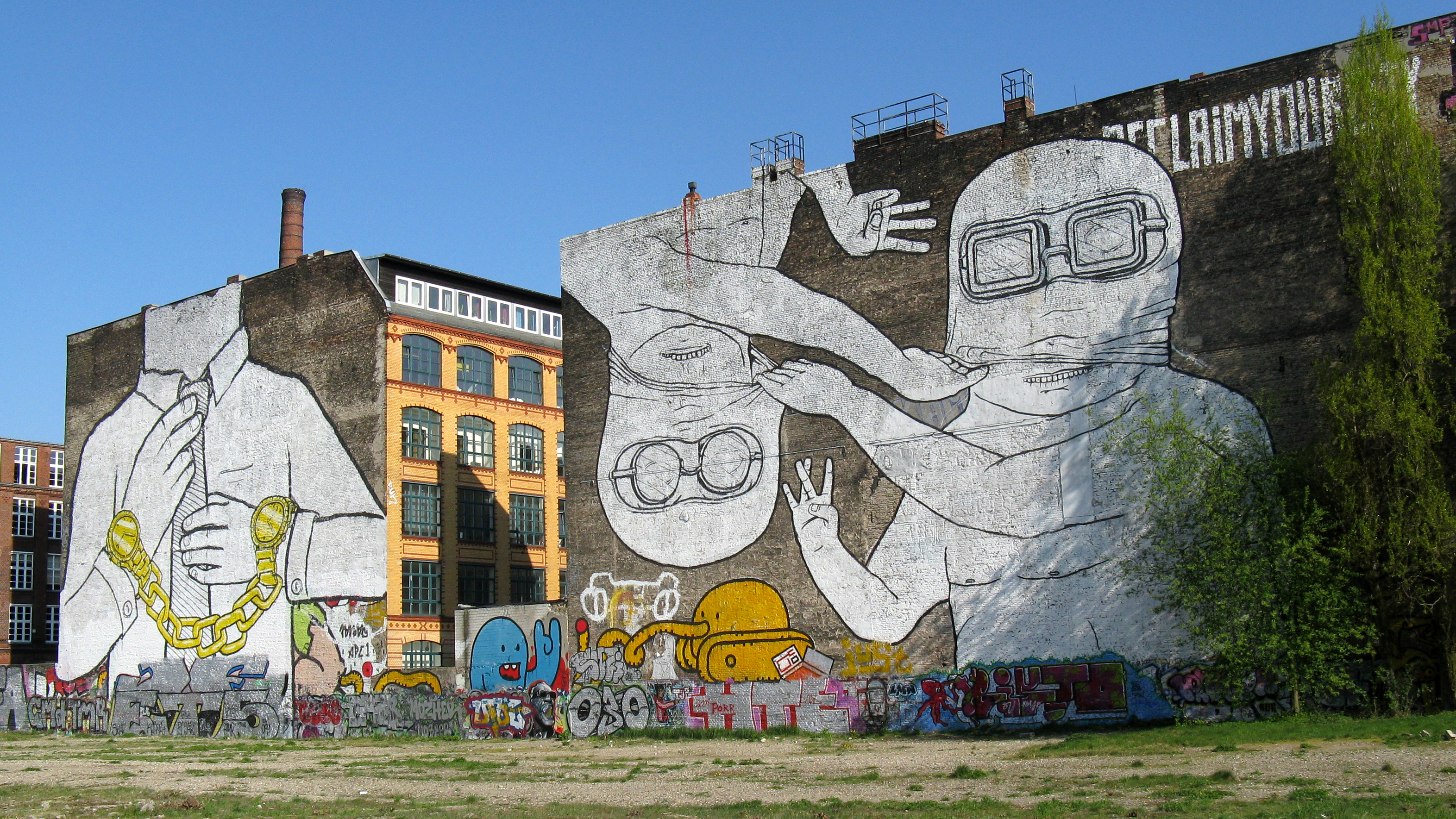
Die beiden Cuvry-Graffiti, 2007/2008

Im Sommer 2007 nahm Blu am Planet Prozess teil, einem Ausstellungsprojekt des Berliner Kunstvereins Artitude zur Street-Art. Im Rahmen des Projekts entstand das erste Wandbild der Cuvry-Graffiti, dem 2008 das zweite Bild, ein Gemeinschaftswerk mit dem französischen Street-Art-Künstler JR, folgte. Die beiden großflächigen Fassadenbilder an der sogenannten Cuvrybrache in Berlin-Kreuzberg gehörten zu den bekanntesten Streetart-Werken in Berlin. Weniger aus Protest gegen die vorgesehene Bebauung des Geländes durch einen neuen Investor, als vielmehr als Zeichen gegen die Stadtentwicklungspolitik und den Umgang Berlins mit der Kunst wurden die Bilder im Dezember 2014 im Einvernehmen mit Blu mit schwarzer Farbe übermalt. Ein Bild thematisierte die deutsche Teilung – die Berliner Mauer verlief wenige Meter entfernt am Spreeufer. Es zeigte zwei maskierte Figuren, eine auf dem Kopf stehend. Beide streckten die Hände aus und rissen sich gegenseitig die Masken von den Köpfen. Mit den Fingern der freien Hände formten die Figuren ein W und ein E – die US-Zeichen für Eastside und Westside, für Ost und West. Das zweite Bild stellte den kopflosen Oberkörper eines Mannes dar, der an den Handgelenken je eine goldene Uhr trug. Die Uhren waren als Handschellen gestaltet und mit einer goldenen Kette verbunden. Mit den gebundenen Händen richtete der Mann seine Krawatte.

##### Berlin: Leviathan, auch: Pink Man, Backjump Mural (2007)

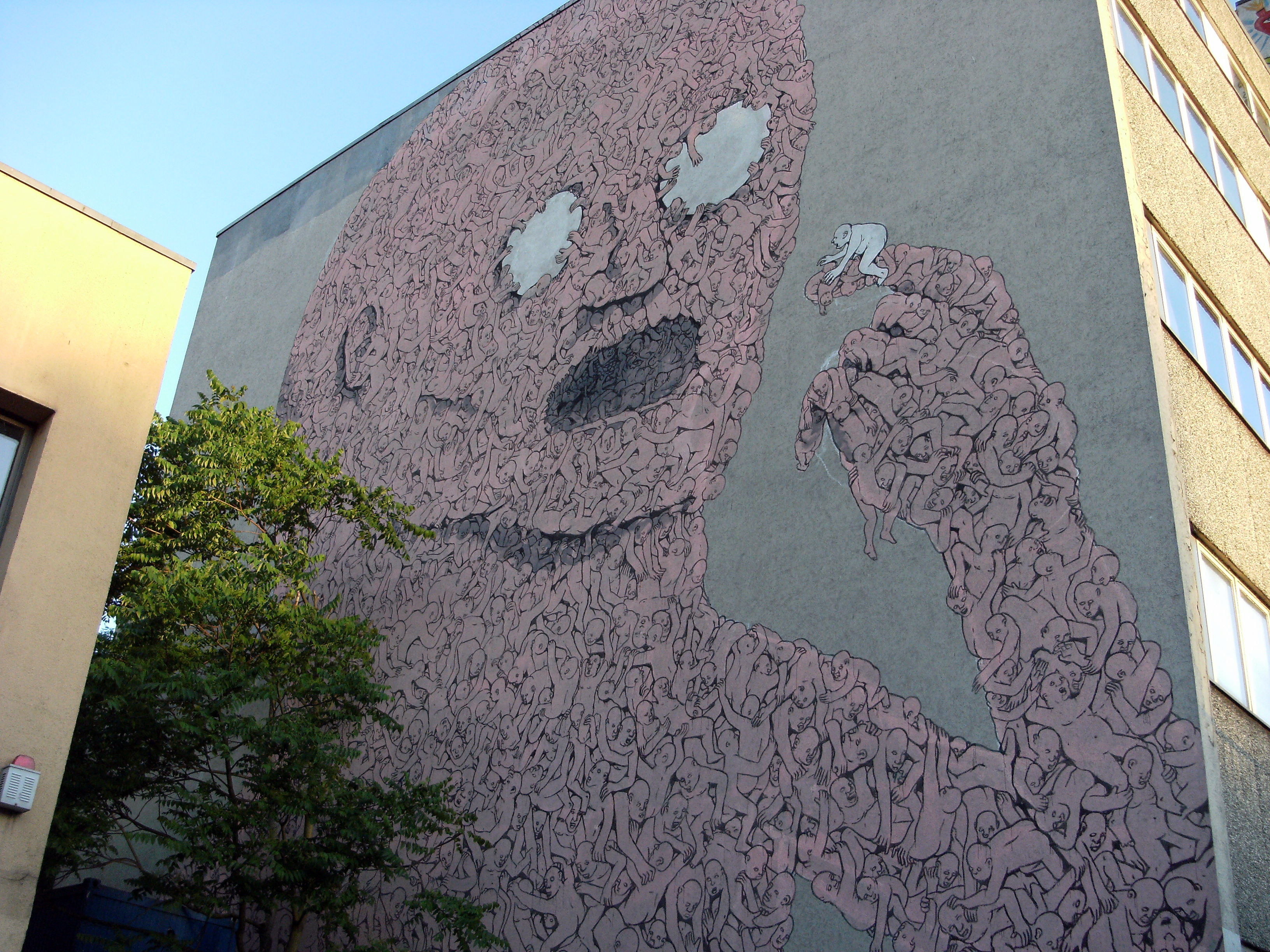
Leviathan, 2007

Parallel zum Ausstellungsprojekt Planet Prozess war Blu auf dem dritten Berliner Backjumps Festival (Juni bis August 2007) vertreten. Im Rahmen des Kunstprojektes malte der französische Streetart-Künstler Victor Ash das Wandbild Astronaut Cosmonaut, das als Meisterwerk der Graffiti-Kunst gilt. Blus Beitrag zu dem Festival befindet sich am Südwestende der Oberbaumbrücke am Ende der Falckensteinstraße am Club Magnet (von 2006 bis 2008 Club 103). Das großflächige Wandbild wird zumeist in Allegorie zur mythologischen Leviathan-Figur als Leviathan, gelegentlich auch als Pink Man oder nach dem Festival einfach als Blus Backjump Mural bezeichnet. Das Bild zeigt auf graufarbenem Fassadengrund den Oberkörper eines Riesen, der – wie sich erst aus der Nähe offenbart – aus Hunderten kleiner, nackter und pinkfarbener, einander umklammernden Menschen zusammengesetzt ist. Mit weißfarbenen Augen und weit geöffnetem Mund betrachtet der Riese ein kleines Menschlein, das auf einem Finger seiner Hand sitzt, und, neben den Augen, als einziges Bild-Element im Kontrast zur amorphen pinkfarbenen Menschenmasse in weißer Farbe dargestellt ist. Der Riese droht das weiße Menschlein zu verschlingen und den ihn formenden pinkfarbenen Figuren zuzufügen. Das Werk wurde während der Renovierungsarbeiten am Gebäude im Jahr 2024 abgedeckt. 

##### Berlin: Global Warming/Stundenglas (2010)
Im Jahr 2010 gewann der Berliner Kunstverein Artitude Blu für die fünfte Ausgabe des Kunstprojekts Super Reactive Subjects, für das Blu zwei Wandbilder anfertigte. Ein Werk zum Thema Globale Erwärmung mit dem Titel Global Warming entstand wie der Leviathan in der Falckensteinstraße 47. Blu nutzte eine fensterlose Zwischenfassade des mehrstöckigen Wohnsilos als Leinwand für ein Stundenglas. Der obere Glaskolben war zur Hälfte mit Wasser gefüllt, in dem sich ein Eisberg auflöste. Das Wasser tropfte auf eine Stadt im unteren Kolben, die bereits zum Teil im Wasser versunken war. Das Wandbild wurde später von dem Kreativpool Innerfields zugunsten der Ankündigung eines Hollywood-Films übermalt. Auf dem zweiten Bild ließ Blu die Berliner Mauer in der Köpenicker Straße in Form von 100-Euro-Scheinen wieder auferstehen.

##### Köln: Medusa (2011)
Im Sommer 2011 schuf Blu anlässlich des Kölner CityLeaks Festivals das Wandbild Medusa. Es befindet sich in der Neustadt-Nord am denkmalgeschützten Haus Hansaring 33/Ecke Am Kümpchenshof. Vom Giebel erstreckt sich ein Arm nach unten und hält in der Hand das Haupt der zähnefletschenden Medusa. Das Schlangenhaar der Medusa verfremdet Blu in Schläuche, an deren Enden zumeist Zapfpistolen hängen. Die Zapfpistolen tragen die Embleme der bekanntesten Mineralölkonzerne, darunter Shell und BP. Aus einigen offenen Schlauchenden sickern letzte Benzintropfen. Hatte in der griechischen Mythologie der Heros Perseus die Medusa enthauptet, erfolgt hier sinnbildlich die „Enthauptung“ des gegenwärtigen Kraftstoff-Oligopols durch einen modernen Helden. Das Wandbild wurde 2013 durch den Neubau eines Hotels (Motel One) auf der davorliegenden Brachfläche vollständig verdeckt beziehungsweise zugemauert.

##### Wuppertal: Outsides-Projekt, corporate streetart attack (2006)
Im August 2006 trafen sich in der Wuppertaler Villa Herberts im Rahmen des von Red Bull gesponserten Outsides-Projekts rund zwanzig Streetart-Künstler aus aller Welt, darunter Blu, JR und Os Gêmeos & Nina. Das Streetart-Projekt hatte zum Ziel, Kunstwerke im Stadtgebiet zu platzieren und einer erstaunten Wuppertaler Bevölkerung zu präsentieren. Zu der rund einwöchigen „corporate streetart attack“ brachte Blu sechstausend textlose Broschüren mit seinen Zeichnungen mit, die er in Kartons an Haltestellen und Straßenecken zum Mitnehmen abstellte. Zudem versah er fünf Fassaden mit Wandbildern, von denen vier die gespaltene Persönlichkeit Gollums/Sméagols, einer der Hauptpersonen in Tolkiens Roman Der Herr der Ringe, thematisierten. Die Werke der Künstler wurden zum Teil als makaber und morbide charakterisiert und führten in Wuppertal zu hitzigen Diskussionen, was Kunst ist und wie weit sie in den öffentlichen Raum eindringen darf.

#### England, London (2007, 2008)
Im Jahr 2007 besuchte Blu erstmals London. In Camden Town, dem zentralen Teil des Stadtbezirks Camden, und im Bereich der Willow Street in Shoreditch hinterließ er verschiedene Graffiti beziehungsweise kleinere Bild-Arbeiten. An der ehemaligen Zentrale der Web-Kunstgalerie Pictures on Walls brachte er ein Wandbild an. Im Sommer 2007 war er mit Ericailcane auf der Ausstellung Super Fluo der Lazarides Gallery vertreten. Die Ausstellung in Soho war ausschließlich den beiden italienischen Künstlern gewidmet und präsentierte Zeichnungen aus ihrem Werk.
Im Jahr 2008 folgte Blu gemeinsam mit JR, Os Gêmeos, Nunca (wie Os Gêmeos aus Sao Paulo), Sixeart (Barcelona) und dem New Yorker Künstlerkollektiv Faile einer Einladung des Tate Modern, anlässlich der ersten größeren Street-Art-Ausstellung in einem öffentlichen Londoner Museum die Haupt-Eingangsfassade des Museums zu bemalen. Den Künstlern wurden auf der Flussfassade zur Themse Flächen von 15 × 12 Metern zur Verfügung gestellt. Die Ausstellung war vom Nissan Qashqai gesponsert und fand vom 23. Mai bis zum 25. August 2008 statt. Blus Beitrag zeigte einen begehbaren Kopf. Die sichtbare Gesichtsfläche mit einem Auge, dem Nasenrand und einem Teil des Mundes sowie die Umrahmung des gesamten Kopfes und der Schulter war großflächig in weißer Farbe mit schwarzen Rändern ausgeführt. In den begehbaren, geöffneten Kopfteil waren zwölf Stockwerke eines Hauses mit rund vierzig einzelnen Räumen eingelassen, in denen kleinteilig verschiedene Szenarien eines Wohnhauses und/oder Bürohauses dargestellt waren. Beispielsweise lauschte eine Schulklasse ihrem Lehrer, in einem Konferenzraum wurde diskutiert, in einem Badezimmer wurde Wasser eingelassen. Diese Bilder waren in Orange gehalten und hoben sich stark vom weißen Gesichtsrahmen ab.

#### Norwegen, Stavanger: Nuart/Ölkatastrophe (2010)
In Stavanger, Sitz des Norwegischen Ölmuseums und zahlreicher internationaler Ölfirmen, nahmen sich Blu und Ericailcane der BP-Ölkatastrophe aus dem Frühjahr 2010 und der bedrohten Tierwelt an. Anlässlich des NuArt Festivals 2010 stellten sie auf dem Speicherturm einer alten Fabrik im unteren Bereich rundum das blaue Meer dar, in dem ölverschmierte Fische und Vögel nach Luft schnappen und anklagend zu Blus Figur hochschauen. Die skelettierte, aus gelben Pipeline-Stücken zusammengesetzte Figur hält einen aus einem Fass geformten und mit Öl gefüllten Trinkbecher in der Hand. Auf der gegenüberliegenden Fassadenseite lässt Ericailcane ein rotes Ölfass im Wasser schwimmen, auf dem ein grau-weißer Seehund ein kleineres, gelbes Ölfass auf der Nasenspitze balanciert.

#### Österreich, Wien: Getreidespeicher (2010)

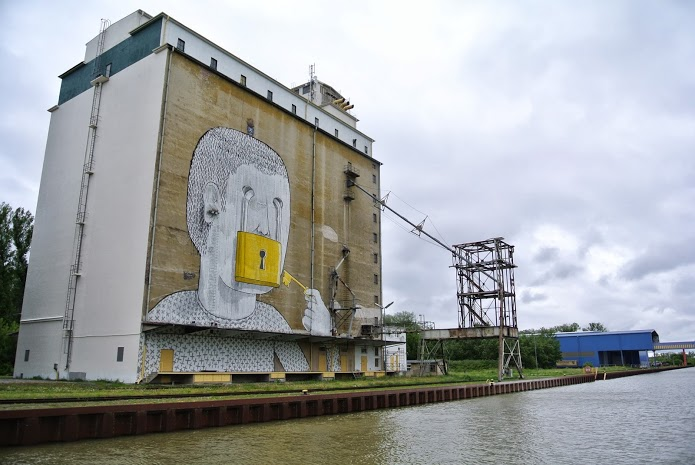
Blus Wiener Wandbild, 2010

Nach dem „Anschluss Österreichs“ an das Deutsche Reich im Jahr 1938 errichteten NS-Zwangsarbeiter zwischen 1939 und 1942 im Wiener Gemeindebezirk Simmering das Becken des Alberner Hafens und fünf Getreidespeicher. Als logistischer Knotenpunkt einer zukünftigen geo- und biopolitischen Ordnung, sollte über den neuen Donauhafen Getreide aus den annektierten Gebieten Ost- und Südosteuropas in die Kerngebiete des Reichs transportiert werden. Die weithin sichtbaren Landmarken gelten als monumentale, zeithistorische Dokumente der NS-Herrschaft und Bautätigkeit im Raum Wien.
Blu griff den historischen Hintergrund auf und bemalte im September 2010 eine der Speicherfassaden im Rahmen des Black River Festivals nahezu über die gesamte Speicherhöhe in schwarz-weiß-gelb. Die Auftragsarbeit zeigte den Kopf und die Schulter eines Mannes, aus dessen Augenhöhlen zwei Bänder traten, an denen ein Schloss hing. Das Schloss verdeckte die gesamte Mundpartie und war im Kontrast zum weißfarbenen Gesicht in leuchtend gelber Farbe ausgeführt. In einer Hand hielt die Figur einen gleichfalls gelben Schlüssel. Ob sich dieser dem Vorhängeschloss näherte oder sich von ihm entfernte blieb unentschieden. Das gedächtnispolitische Werk wurde im Zuge einer Fassadenrenovierung im Herbst 2013 zerstört.

„Vergleichbar mit dem 1991 von Lawrence Weiner umgestalteten Flakturm im Esterházypark, soll dieser manifesten ‚Brutalität in Stein‘ (Alexander Kluge) ihre künstlerische Reflexion beigestellt werden. Das Projekt ist damit als Akt der Gedächtnispolitik zu werten, der den Alberner Hafen in der Erinnerungskultur des Landes zu verankern beiträgt und möglicherweise die überfällige, umfassende historische Aufarbeitung seiner Baugeschichte und der Schicksale seiner unfreiwilligen ErbauerInnen einleitet.“

#### Polen

##### Breslau: Statue der Versklavung, Der Geizhals (2008)

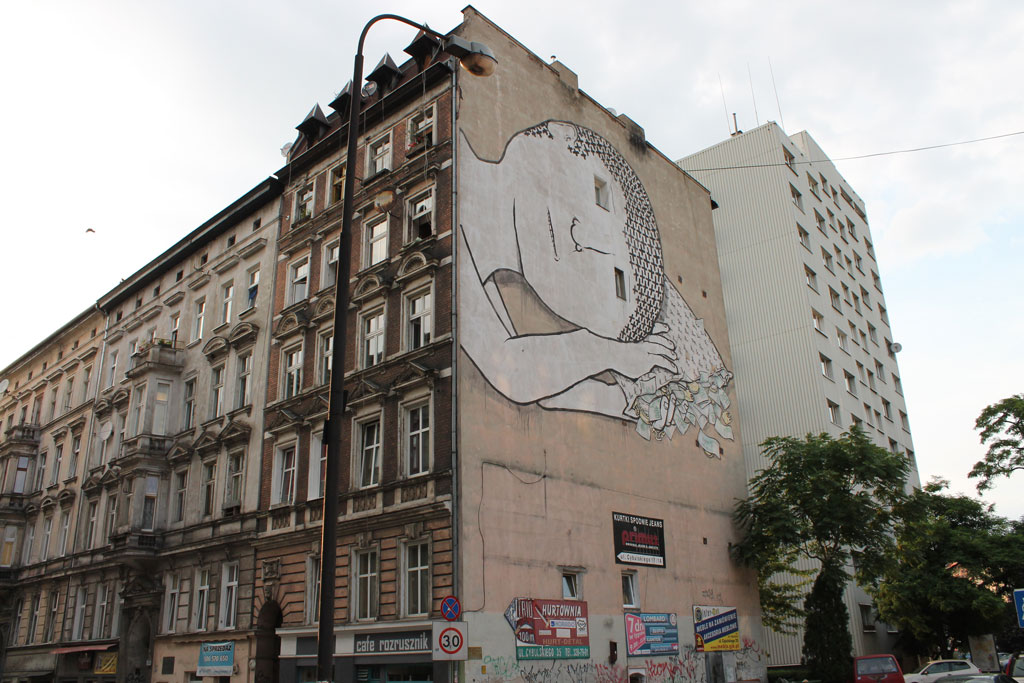
Der Geizhals, 2008

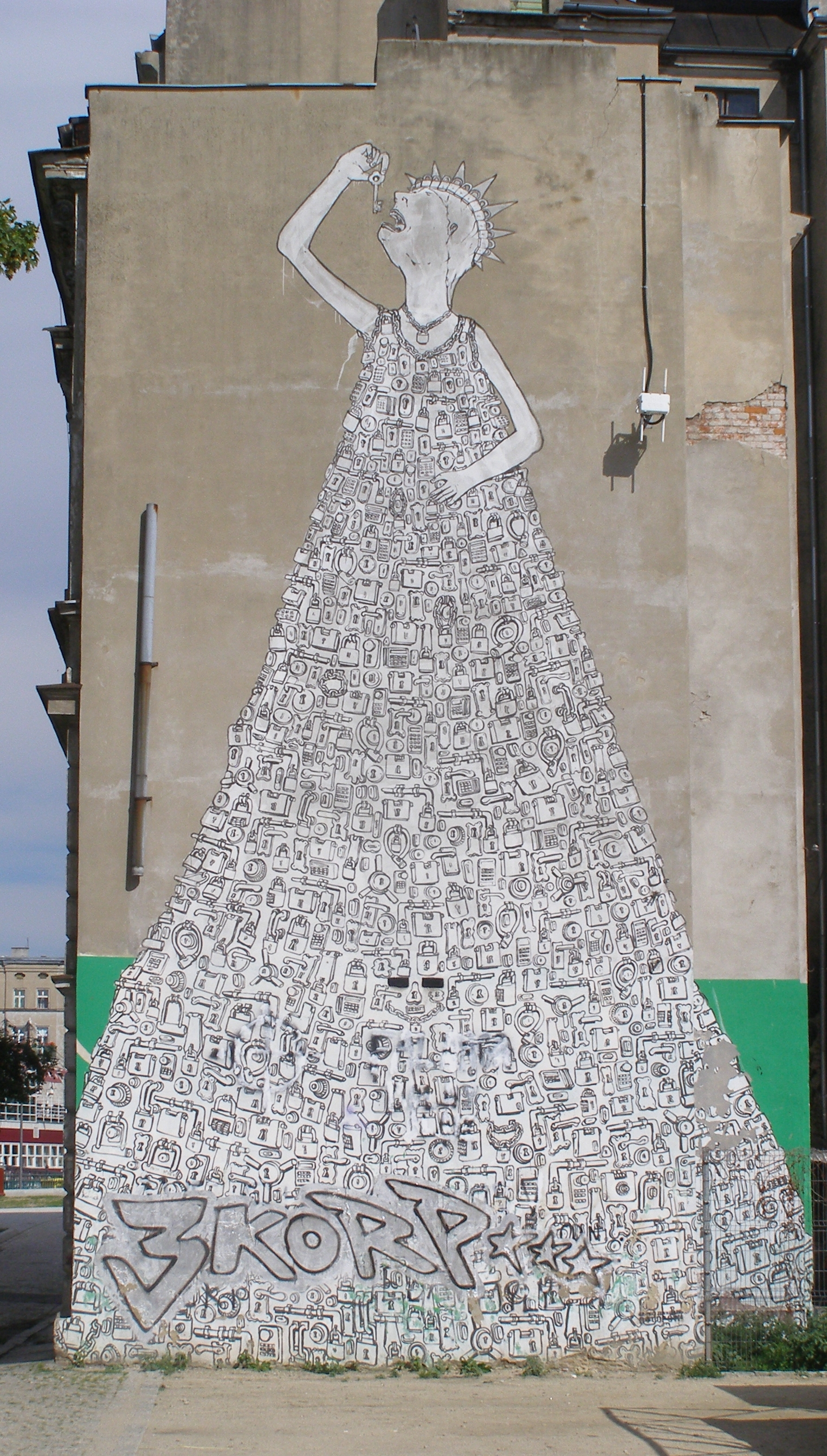
Statue der Versklavung, 2008

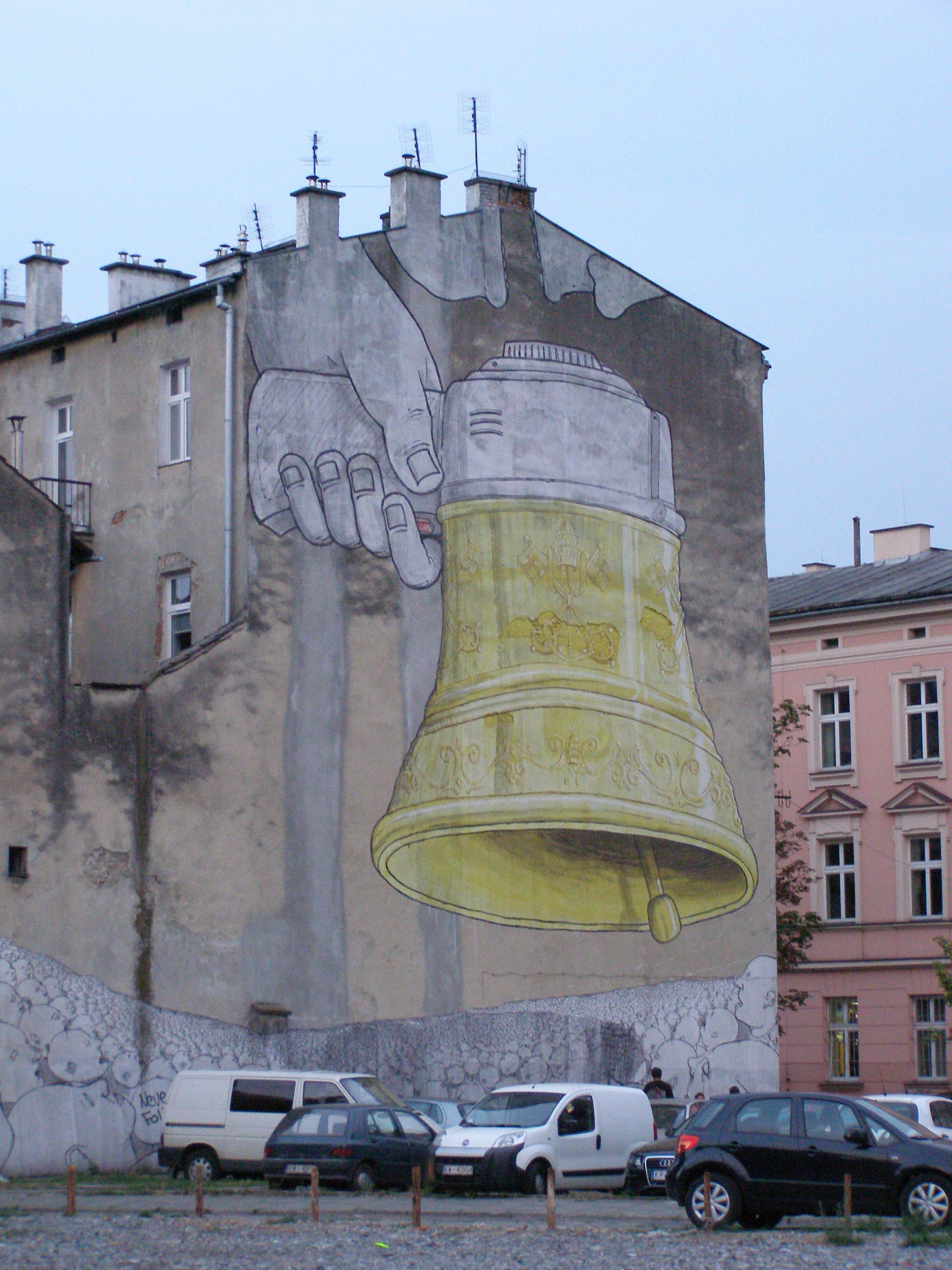
Never follow, 2011

In Breslau beteiligte sich Blu im Jahr 2008 mit zwei Wandbildern an der Ausstellung Breakin’ the Wall im Rahmen des Urban-Art-Projekts Out of Sth. Die polnische Kunsthistorikerin Monika Kędziora bezeichnete die Werke als Statua zniewolenia („Statue der Versklavung“) und Skąpiec („Der Geizhals“).
Die Statue der Versklavung auf der Oderinsel Wyspa Słodowa zeigt eine Figur mit einem Kleid aus Vorhängeschlössern. Auf dem Haupt trägt sie eine Mischung aus Zacken- und Dornenkrone. Als Ausdruck ihrer völligen Unterwerfung ist die Figur dabei, den Schlüssel, der sie von ihrem Kleid und Leid befreien könnte, zu verschlucken.
Der Geizhals befindet sich auf der Seitenfassade eines Wohnblocks in der Ulica Wojciecha Cybulskiego 15 im Stadtzentrum Breslaus. Die Figur ragt querliegend mit Kopf und Armen in die Fassade hinein, zwei kleine Fenster nutzte Blu zur Darstellung der Augen. Über dem Kopf hält sie einen Beutel, aus dem grüne 100-Euro-Scheine auf die Straße regnen.

##### Danzig: Morphing (2009)
Im Mai 2009 folgte Blu einer Einladung zum internationalen Graffiti-Festival Grafffest in Danzig. Auf der Wand eines verlassenen Lagerhauses im Danziger Industriehafen schuf er den Animationsfilm Morphing, der die Geschichte des Ortes mit ihren Symbolen seit den 1930er Jahren in wechselnden Sequenzen nachzeichnet. Die Animation spannt einen Bogen von der nationalsozialistischen Zeit über die Zugehörigkeit zum Ostblock und die Gewerkschaft Solidarność, die auf der Leninwerft Danzig im Streiksommer des Jahres 1980 gegründet wurde, und über die Umwandlung der Danziger Werft in eine Aktiengesellschaft zu Beginn der 1990er Jahre bis hin zum Beitritt Polens zur NATO 1999 und zur Europäischen Union 2004. Diese Epochen stellte Blu dar, indem er auf eine Wand das nationalsozialistische Hakenkreuz, Hammer und Sichel, das „S“ aus dem Solidarność-Schriftzug, das €- und das $-Zeichen (mit zwei vertikalen Strichen) auftrug und die Zeichen in der Animation mehrfach ineinanderfließen ließ.

##### Krakau: Never follow, auch: Ding Dong Dumb (2011)
Mit einem kirchenkritischen Bild provozierte Blu im strengkatholischen Krakau eine Kontroverse. Das Wandbild an der Ecke Ulica Józefińska 3/Ulica Piwna, die zum jüdischen Ghetto Krakau im Stadtteil Podgórze gehörte, zeigt eine Glocke in den katholischen Kirchenfarben gelb/weiß, verziert mit dem Wappen des Vatikans beziehungsweise Heiligen Stuhls. Eine gewaltige Hand richtet die Glocke wie ein Megafon auf eine in weißer Farbe dargestellte Menschenmenge. Die Menschen sehen mit aufgerissenen Mündern und angespannten Mienen zu dem Trichter und dem Klöppel auf, ein Mensch im Vordergrund trägt auf dem Rücken die Inschrift „Never Follow“. Das als Never Follow oder Ding Dong Dumb bezeichnete Bild schuf Blu im Mai 2011 auf dem Krakauer ArtBoom Festival.

##### Warschau: War Mural (2010)

Warschau; War Mural, 2010

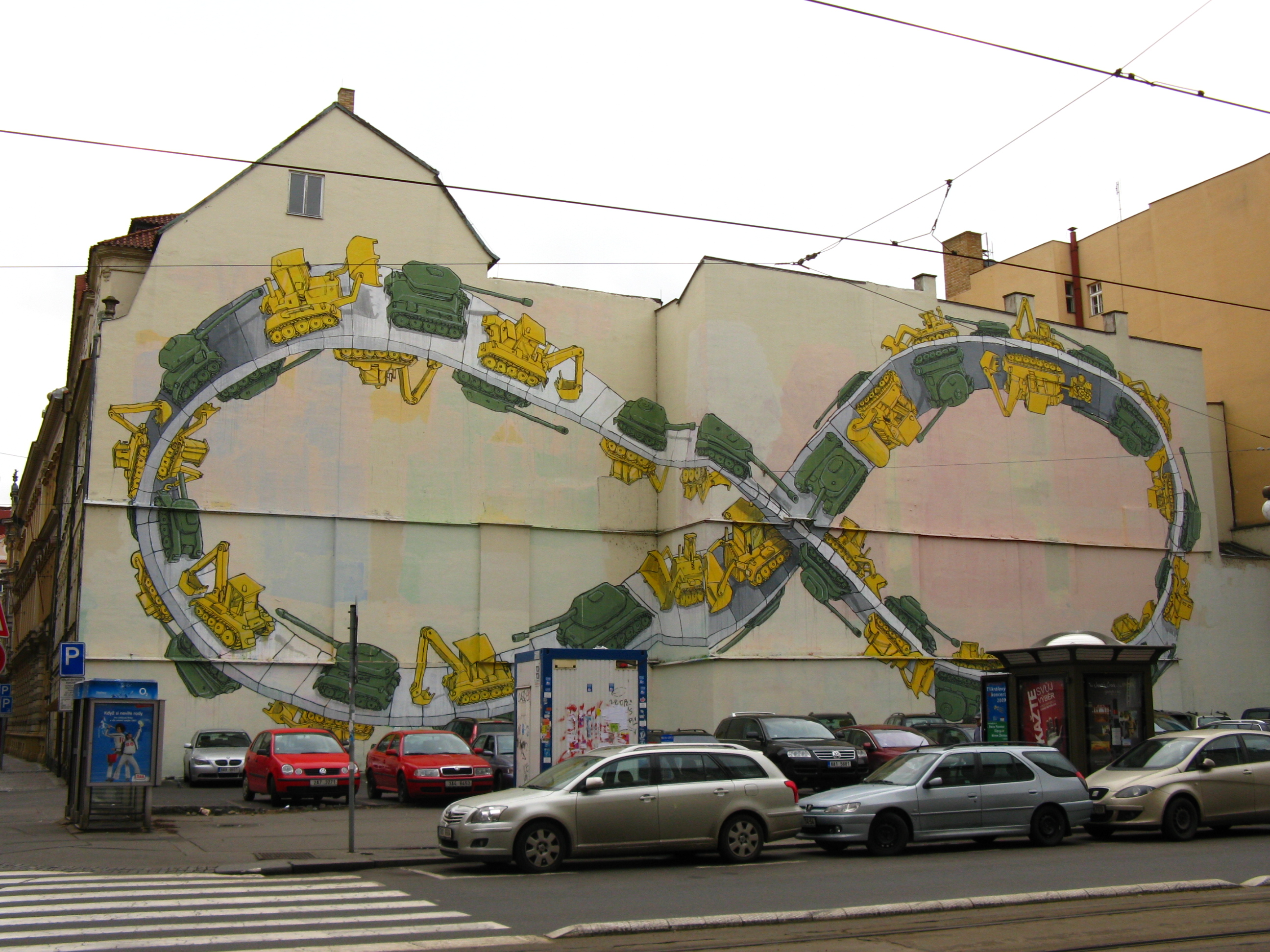
Gaza Strip, 2008

Auf der Reise zum Nuart-Festival im norwegischen Stavanger machte Blu im Jahr 2010 Station in Warschau. In der Aleja Jana Pawła II, Nr. 14, im Zentrum der Stadt bemalte er die Straßenfront eines sechsstöckigen verlassenen Wohnhauses mit der sogenannten War Mural. Über die gesamte Wand verteilte er kämpfende Soldaten in grün-braunen Tarnuniformen mit Stahlhelmen und Gewehren, teils im Anschlag. Auf den Ärmeln tragen die Soldaten Aufnäher mit zwei $-Zeichen, auf den Helmen ein verfremdetes Emblem, zusammengesetzt aus € und Hammer und Sichel.

#### Tschechien, Prag: Gaza Strip, auch: Möbius Strip (2008)
Ein Jahr nach seinem Wachturmbild in Bethlehem thematisierte Blu den israelisch-palästinensischen Konflikt erneut. In der Nähe des Prager Nationaltheaters, in der Národní třída 13 in der Prager Neustadt, bemalte er 2008 eine Hauswand mit dem Gaza Strip, der den endlos erscheinenden Prozess von Zerstörung und Wiederaufbau im Gazastreifen symbolisiert. Das Bild zeigt Panzer und Bulldozer in wechselnder Folge in der Möbiusschleife. Das endlose Band, benannt nach dem Leipziger Mathematiker und Astronomen August Ferdinand Möbius, gab dem Werk den Zweitnamen Möbius Strip.
Das Bild entstand im August/September 2008 im Rahmen des Prager Names-Festes (Names-Festu), zu dem rund fünfzig internationale Streetartkünstler eingeladen waren. Siebdrucke des Gaza Strips, die Blu in einer signierten und nummerierten Auflage von 100 Stück herstellen ließ, werden im Kunsthandel für 225,- £ pro Stück angeboten (Stand: März 2015).

### Süd- und Südosteuropa

#### Italien

##### Übersicht

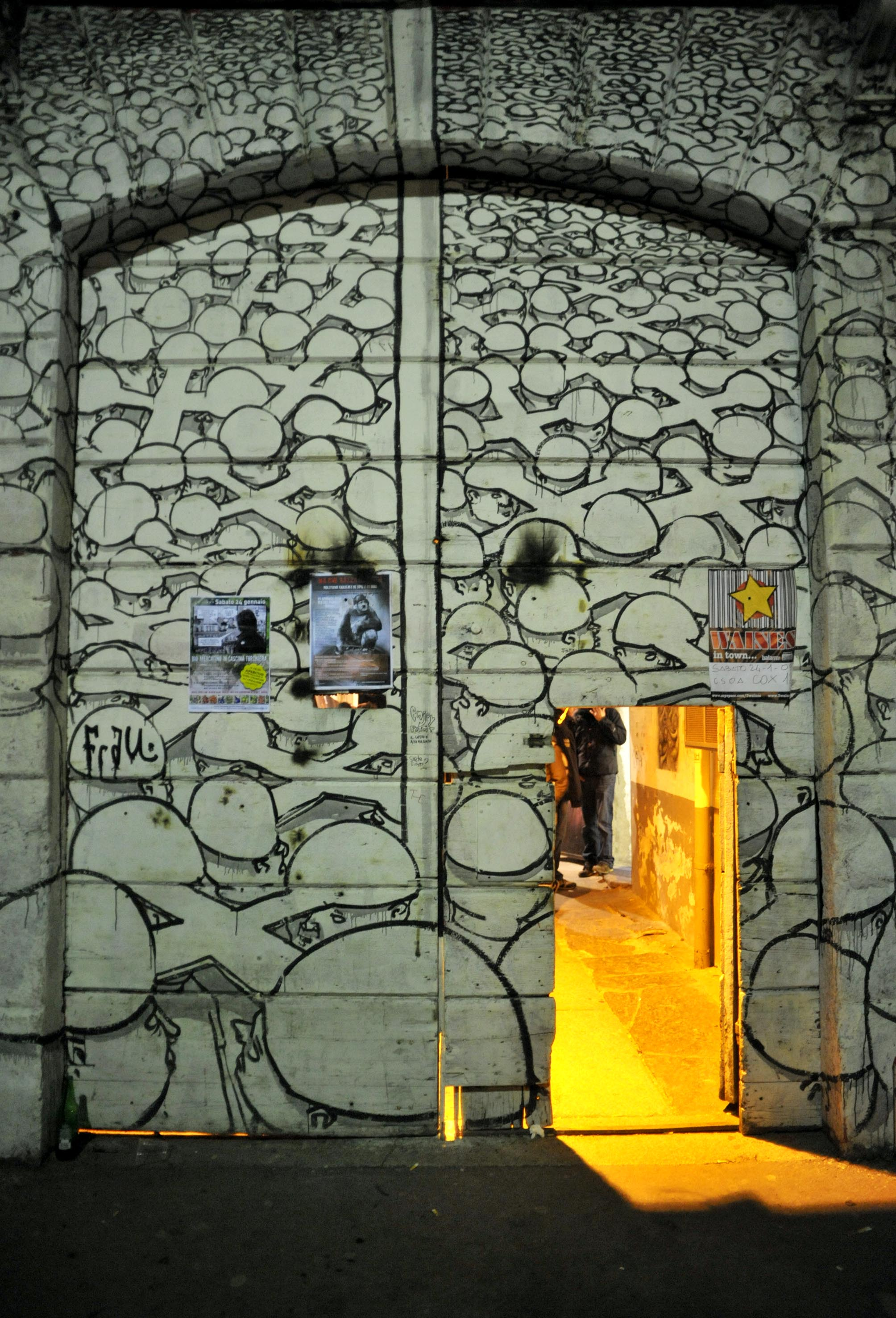
Wandbild am Eingang des COX 18, Mailand 2009

Von seinen frühen, noch illegalen Graffiti bis zu jüngeren Auftragsarbeiten finden sich in Blus Heimatland die meisten seiner Werke. Dazu zählen vornehmlich Arbeiten in seinem Wohnort Bologna, ferner unter anderem in Ancona, Comacchio, Campobasso, Florenz, Grosseto, Grottaglie, Imola, Mailand, Messina auf Sizilien, Modena, Turin, Rom, Rovereto, Sassari auf Sardinien, Verona, Pesaro, Pisa und Prato. In Comacchio nahm Blu in den Jahren 2005, 2006 und 2007 am Spinafestival (Kunst-, Theater- und Musikfestival) und 2008 sowie 2009 in Grottaglie am „Fame Festival“ (Streetart-Festival) teil. Mehrfach war er auf dem Streetart-Festival Icone in Modena vertreten. Auf dem Festival Pop Up 2008 in Ancona bemalte er gemeinsam mit Ericailcane im Hafen einen riesigen Silo mit einer Flasche, in der ein Mann im Taucheranzug und mit Taucherhelm kniet, der seine Hände, zu Krebsscheren verfremdet, zum Gebet zusammenhält. In Mailand bemalte er 2008 in der Via Palestro 14 die Fassade des Kunstmuseums Padiglione d'Arte Contemporanea (PAC). Gleichfalls in Mailand folgten 2008 und 2009 Wandbilder an dem Bahnhof Bicocca und dem Altgebäude des Bahnhofs Milano Lambrate.
Zahlreiche Bilder hinterließ Blu an den Centri Sociali Autogestiti (o C.S.A.). Die selbstverwalteten Kulturzentren, die als Wiege des italienischen Hip-Hop gelten, entsprechen in etwa den Autonomen Zentren in Deutschland. Blus Arbeiten finden sich in Bologna am XM24, TPO, Livello 57 und Crash, in Rom am Forte Prenestino (C.S.O.A. = C.S.A. Occupato) und Collatino, in Pisa am Cantiere San Bernardo und in Mailand am Leoncavallo und am Cox 18. Am Cox 18 verschönerte Blu 2009 beispielsweise eine langgestreckte Mauer und die Eingangsfront des C.S.A. mit einer behelmten Menschenmenge, deren Helme kreuzweise verbunden sind.

##### Bologna: Crash (2005)
Als eines der bekanntesten und für seine Arbeit beispielhaftesten Werke gilt in Italien Blus Gemeinschaftsarbeit mit Ericailcane aus dem Jahr 2005 am Crash in der Bologneser Via Avesella. Das Crash, in der damaligen Autonomen Zone Bolognas (Bologna Autonomous Zone, kurz BAZ) gelegen, gehörte mit einer rigiden Kapitalismus- und Konsumkritik zu den radikalsten Centri Sociali Autogestiti. Zwei Fassaden des zu dieser Zeit besetzten, ersten Crash-Sitzes versahen die Künstler mit Figuren, die nach Auffassung von Karin Cruciata ihre Verbundenheit mit den Zielen der Hausbesetzer ausdrücken, das gemeinschaftliche Recht am öffentlichen Raum im Sinne der Bewegung Reclaim the Streets durchzusetzen und die kapitalistische Globalisierung zu bekämpfen. Bereits die Technik der Campitura (Gemälde mit nur einer Farbe), die Figuren in heller weißer Farbe auf die schmutzige, bröckelnde Gebäudefassade aufzubringen, verweise auf einen elenden Zustand des zerfallenden öffentlichen Raums. Die nach wie vor vorhandenen (Stand 2014), beängstigenden und verstörenden Figuren seien auch über die Räumung des Kulturzentrums im August 2007 durch Carabinieri und Polizei hinaus geeignet, in ironischer Art und Weise Debatten über die Versäumnisse der Gesellschaft anzustoßen.

##### Messina: Teatro Pinelli Occupato (Casa del Portuale) (2013)
In der sizilianischen Hafenstadt Messina schuf Blu im Jahr 2013 ein Wandbild, das sich über die gesamte, langgestreckte Mauer eines ehemaligen Gebäudes der Hafenbehörde, der Casa del Portuale, erstreckt. Zur Zeit der Entstehung des Werks war das Haus von den Künstlern des Teatro Pinelli besetzt (im Januar 2014 geräumt). Das in blauen Farbtönen gehaltene Mural greift die Geschichte der Stadt in zahlreichen, verfremdenden Details auf. Es zeigt beispielsweise: surreale Schiffe, auf denen sich ganze Städte befinden; Schwertfische, die versunkene Gegenstände, darunter ein Kirchenkreuz und mehrere Autos, aufspießen; versinkende Menschen im Todeskampf.
Da das Geschenk des international renommierten Künstlers Blu zur Verschönerung der Stadt beitrage und ein signifikantes Beispiel für eine gelungene Stadterneuerung darstelle, setzte sich der Stadtrat für Kultur und Identität (L'assessore alla cultura e alle identità) für die öffentliche Anerkennung und Förderung des alten Gebäudes als Kulturgut ein. Im Dezember 2014 wurde Blus Werk durch Übermalungen vandaliert und teilweise zerstört.

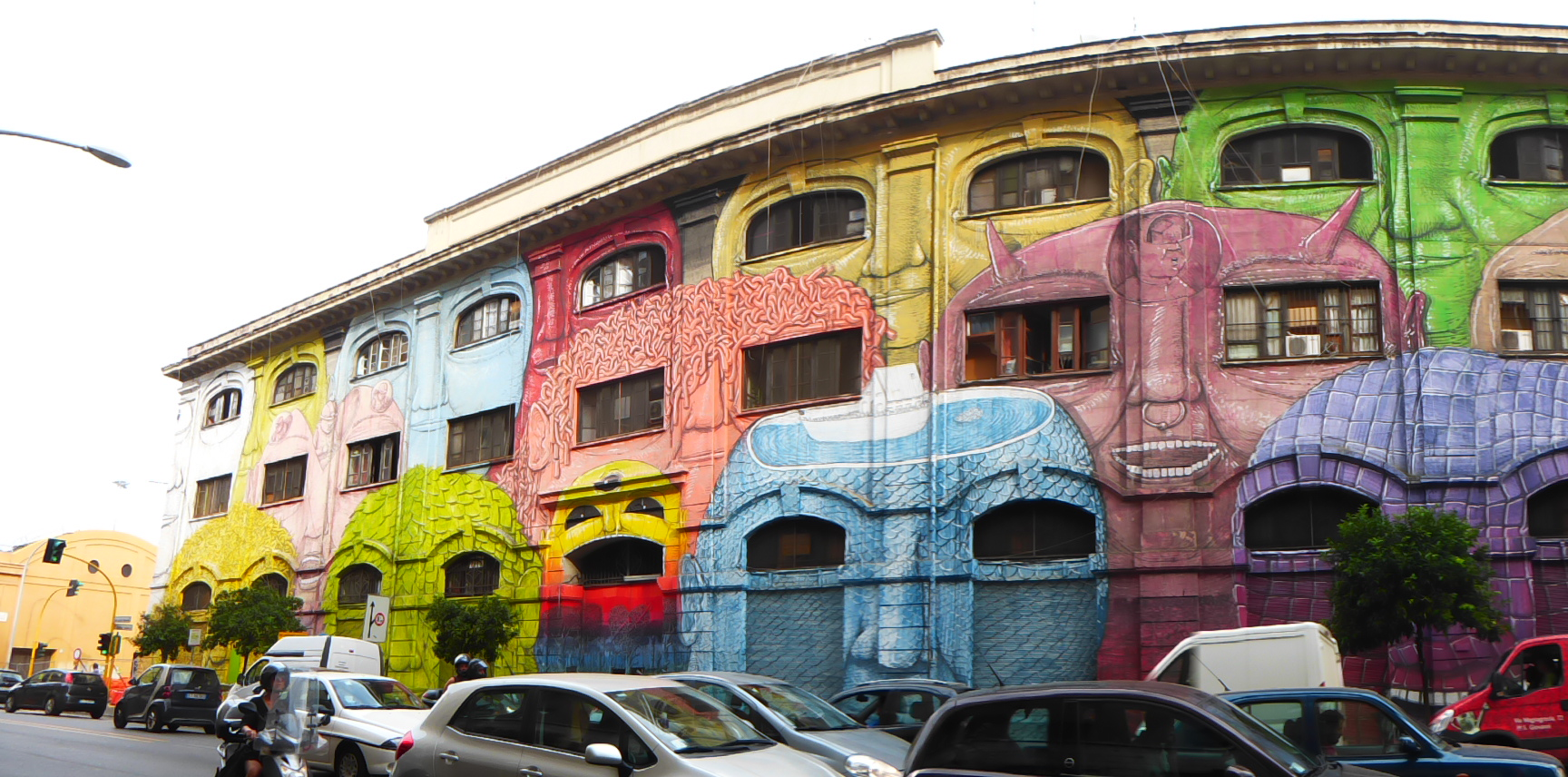
Mural an der ehemaligen Kaserne, nach zweijähriger Arbeit im Herbst 2014 fertiggestellt

##### Rom: Via del Porto Fluviale, ex caserma dell'Aeronautica militare occupata (2014)
In den Jahren 2013 und 2014 wohnte Blu die meiste Zeit im Magazin einer ehemaligen Kaserne der italienischen Luftwaffe in der Via del Porto Fluviale in Rom (ex caserma dell'Aeronautica militare occupata). Das 1910 erbaute Gebäude ist seit 2003 von rund 450 Aktivisten des Coordinamento cittadino lotta per la casa besetzt. In rund zweijähriger Arbeit bemalte Blu die Fassaden des riesigen Gebäudes mit seinem bislang größten Wandbild. Das komplexe Mural zeigt eine Reihe von gewaltigen Gesichtern, die in zwei oder drei Ebenen übereinandergelagert und zum Teil ineinander verschachtelt sind. Die Bogenfenster und rechteckigen Fenster nutzte Blu zur Darstellung der Augen. Anders als bei den meisten seiner bisherigen Wandbilder setzte er nahezu die gesamte Farbpalette ein. Konturierte Linien und der Farbverlauf erzeugen die Illusion einer reichen Textur und Tiefe, die an den Trompe-l’œil-Stil angelehnt ist. Das Projekt wurde ohne behördliche Genehmigung durchgeführt und von den Bewohnern des Hauses ohne institutionelle Unterstützung eigenfinanziert.

#### Portugal, Lissabon: Projecto Crono (2010)

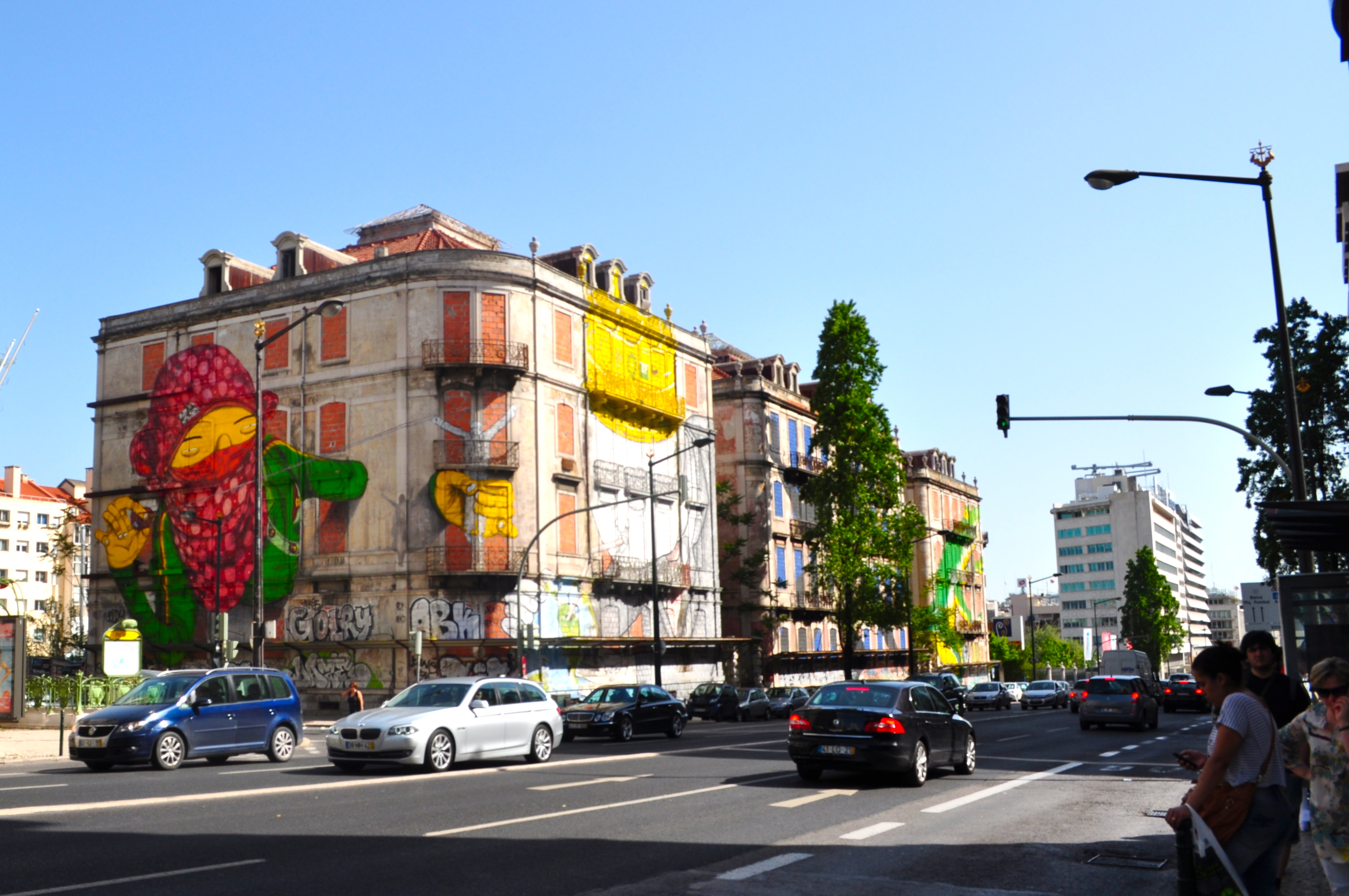
Gemeinschaftswerk von Blu und Os Gêmeos in Lissabon, 2010. Das grüne Riesenkrokodil auf der übernächsten Fassade ist ein Werk von Ericailcane.

Die Gemeinschaftsarbeit Blus mit den brasilianischen Brüdern Os Gêmeos – vom Guardian unter die zehn besten Streetart-Werke weltweit gewählt – entstand 2010 im Rahmen des Crono Projects. An dem Lissaboner Projekt zur kreativen Aneignung des öffentlichen Raums beteiligten sich einheimische und internationale Künstler, die nach den Jahreszeiten in vier Aktionsgruppen eingeteilt waren. Das Werk von Blu und Os Gêmeos befindet sich an einem unbewohnten, ehemals repräsentativen Eckgebäude in der Avenida Fontes Pereira de Melo im Zentrum der Stadt, nahe dem U-Bahnhof Picoas.
Das Werk besteht aus zwei Wandbildern, die die beiden straßenseitigen Eckfassaden des Gebäudes einnehmen und sich im gerundeten Fassadeneck ergänzen. Blus Bild zeigt in schwarz-weißen Grundfarben einen Geschäftsmann im Anzug und mit roter Krawatte. Die Figur trägt eine gelbe Krone, deren hintere Zacken von drei Dachgauben gebildet werden. Als Band sind in die Krone die Embleme internationaler Mineralölkonzerne wie Esso, Shell oder BP eingearbeitet. In der Hand des ausgestreckten Arms hält der Mann den Erdball, den er mit einem Strohhalm aussaugt. Die Hand, die die Erde hält, geht in das gerundete Fassadeneck über. Als Kontrapunkt setzten Os Gêmeos über die weißfarbene Hand Blus im Eckrund eine gelbfarbene Hand in gleicher Größe, die einen kleinen Geschäftsmann in gekreuzigter Haltung wie eine Puppe umklammert. Diese Hand gehört zu einem gelbhäutigen jungen Stadtguerillero, der auf der angrenzenden Fassade in grüner Jacke ausgeführt und mit einem rotgemusterten Halstuch maskiert ist. In der Hand hält der Krieger ein Wurfgeschoss und zielt mit der Art eines Bandrings (indonesische Schleuder) auf den Puppenmann. Die Riemen der Schleuder verlaufen als Seile zu den hochgestreckten Händen des Puppenmanns, sodass der Mann ähnlich der Marionette eines Puppenspielers an Fäden aufgehängt erscheint.

#### Serbien, Belgrad:Summer Festival(BELEF) (2009)
Im Stadtbezirk Stari Grad, dem historischen Kern Belgrads, schuf Blu 2009 in der Pop Lukina Nr. 6 anlässlich des Belgrade Summer Festivals (BELEF – Beogradski letnji festival) ein Sinnbild für den alles verschlingenden Moloch Stadt. Für das Wandbild nutzte Blu zwei fensterlose, vorspringende Seitenfassaden eines Wohnhauses. Die größere Fassade bemalte er in tristem weiß-schwarz mit einem Mann im angedeuteten Anzug. Der Kopf ist nur rund zur Hälfte ausgeführt und besteht vor allem aus einem riesigen, weit aufgerissenen Mund, dessen Zähne aus mehrstöckigen Wohnhäusern geformt sind. Hinter dem Halbrund der (Zahn)-Stadt bildet die Zunge eine karge, baumlose Landschaft. Aus der benachbarten Wand schiebt die Hand der verschlingenden Stadt den letzten Baum entgegen, der kontrastreich mit ausgeprägter Krone in leuchtend gelber Farbe dargestellt ist.

#### Spanien

##### Barcelona: The Influencers, Geldhai (2009); Saragossa: Minotaurus (2006)

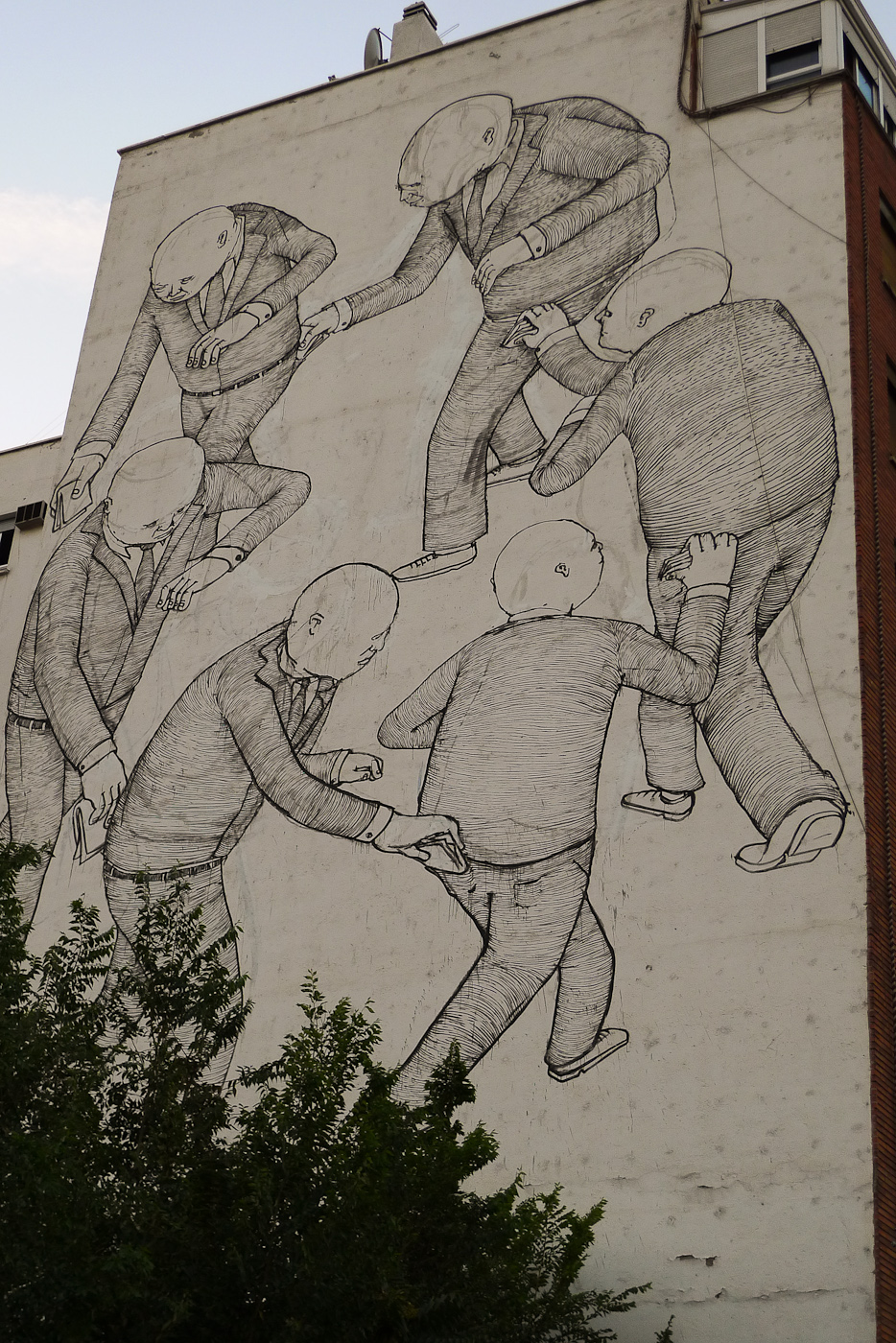
Madrid, 2010

Im Februar 2009 nahm Blu in Barcelona an dem Festival The Influencers teil, das seit 2004 Culture Jamming, neue Kunst-Strömungen und Kommunikationstechnologien vereint. Auf dem Festival stellte er seine Arbeiten in mehreren Animationsfilmen vor. Im Viertel El Carmel des Stadtbezirks Horta-Guinardó bemalte er eine straßenbegrenzende Mauer (cruce de caminos del barrio de El Carmel) mit einem Haifisch, dessen Schuppen aus grünen 100-Euro-Scheinen bestehen – eine bildhafte Umsetzung des Begriffs „Geldhai“ (englisch: „money shark“). Die Arbeit an dem Wandbild wurde als Making-of-Video aufgenommen, in dem Passanten den Entstehungsprozess mit Kommentaren begleiten.
In Saragossa kritisierte Blu im Jahr 2006 den Stierkampf, indem er eine Hausfassade mit einem riesigen, knienden Minotaurus versah, einer Figur der griechischen Mythologie mit menschlichem Körper und Stierkopf. In der Hand des Minotaurus zappelt ein Torero, der einen Stier mit einer Lanze oder Espada getötet hat. Der Stier liegt am unteren Bildrand und ist in rot-brauner Farbe dargestellt, während das Bild ansonsten in schwarz-weiß ausgeführt ist. Das Werk entstand anlässlich des zweiten Urbanart-Festivals Asalto (Segundo Asalto, 2006), auf dem Blu noch zwei kleinere Wandbilder und ein Gemeinschaftswerk mit dem spanischen Streetartisten San anfertigte.

##### Madrid: drei Wandbilder (2010/2012)
Bei Aufenthalten in Madrid in den Jahren 2010 und 2012 hinterließ Blu drei größere Arbeiten. Ein Wandbild im Stadtviertel Madrid Rio zeigt sechs Männer, die mit ausdruckslosen Gesichtern im Kreis hintereinander herlaufen und sich die Geldbörsen aus den Gesäßtaschen ziehen. Da sie im Kreis laufen, bleibt das gestohlene Geld in ihrem Zirkel. Das Werk an einem Wohnblock in der Calle Eugenio Caxes, 1, wird als Kritik Blus an einem korrupten Finanzsystem interpretiert. Es entstand 2010 im Rahmen von Medianeras de Madrid, dem ersten Projekt vom Oficina de Gestión de Muros (Walls Management Office, WMO). Das Büro bemüht sich seit 2010, in Verhandlungen mit Behörden und Hauseigentümern leere und legal bemalbare Wandflächen für die Urbanart zu gewinnen und namhafte Künstler zu ihrer Gestaltung nach Madrid zu holen. Das zweite Werk, gleichfalls aus dem Jahr 2010, befindet sich in der Calle del Doctor Fourquet, 24, im Viertel Lavapiés auf einer Fassade des Ésta es una plaza („Das ist ein Platz“), einem seit 2008 selbstverwalteten Raum für gelebte Nachbarschaft. Das für Blus Schaffen ungewöhnlich farbige Wandbild zeigt in einem blau umrahmten Wappen einen grün bekronten Baum mit roten Früchten, an den sich ein schwarzer Bär lehnt, der zu den Früchten aufschaut. Von der anderen Seite schickt sich ein Mann an, den Baum mit einer Motorsäge zu fällen.
Das dritte Bild aus dem Jahr 2012 malte Blu auf eine Innenwand des El Campo de Cebada, einem selbstverwalteten Aktionsraum an der Plaza Cebada im Stadtzentrum in den Resten des abgerissenen, ehemaligen Sportzentrums von La Latina. Blu stellte auf einer langgezogenen Wand einen Güterzug dar, der auf einen Abgrund zufährt, an dem die Schienen jäh enden. Die Güterwagen bestehen aus Autos, Panzern und Loren, die mit riesigen Mengen Zivilisationsmüll wie Fernsehern, Waschmaschinen, Möbeln und Getränkedosen beladen sind. Der Schlepptender ist restlos mit Geldscheinen gefüllt und derart überladen, dass einige Scheine im Fahrtwind davonfliegen. Die Dampflokomotive ist als Kraftwerk mit Schornsteinen, Dach und Fenstern dargestellt, die Feuertür erstreckt sich über mehrere Stockwerke. Der Heizer trägt eine Krawatte und schaufelt vom Tender die Geldscheine auf den Rost. Farbtupfer setzen in dem ansonsten in schwarz-weiß gehaltenen Werk lediglich der glühend rote Rost und die Geldscheine in grüner Farbe.

##### Linares (2008), Valencia (2011), Ordes (2012)
Für das Certamen de Graffiti de Andalucía malte Blu 2008 in Linares über eine Eckfassade einen halben Kopf, der mit der Nase am unteren Hausrand endet. Der Kopf setzt sich aus zahlreichen kleinen Köpfen zusammen, die jeweils zu dritt verbunden sind. Sehr wahrscheinlich gleichfalls aus Linares 2008 stammt ein Wandbild auf einem Speichergebäude, das ein aufplatzendes Ei zeigt, aus dem Menschen mit Schlangenköpfen fallen. Das Ei, ansonsten in schwarz-weißer Farbe gehalten, ist mit einem kleinen schwarz-gelben, leicht verfremdeten Strahlenwarnzeichen (in der alten Ausführung mit drei gleichseitigen Dreiecken) versehen.
Zum Arquitecturas colectivas festival steuerte Blu 2011 in Valencia am partizipativen Stadtraumprojekt El Solar Corona ein Wandbild mit einem liegenden Kopf bei, der die Eckfassade des Hauses – als Säule mit Fenstern dargestellt – verschlingt. An Valencias Plaza del Tossal hinterließ er ein Gesicht mit einem üppigen Vollbart, der aus gelben Schlangen besteht. In den Händen hält der Bartträger zwei Grabsteine mit eingemeißelten Euro- und Dollarzeichen. Im Jahr 2012 nahmen Blu und Ericailcane am Urbanart-Festival DesOrdes Creativas in Ordes (Órdenes) in der galicischen Comarca Ordes teil. Die Seitenfassade eines Wohnhauses bemalte Blu mit einem rund zur Hälfte gefüllten Standmixer, um den sich Hunderte vermenschlichte Früchte-, Gemüse- und Pilzfiguren mit gut gelaunten Mienen sammeln. Die knallbunten Figuren besteigen freudig eine Leiter, um sich von oben in den roten Saft zu stürzen. Das Webmagazine Street Art News verstand das Werk als Plädoyer Blus – der selbst Vegetarier ist – für den Vegetarismus.

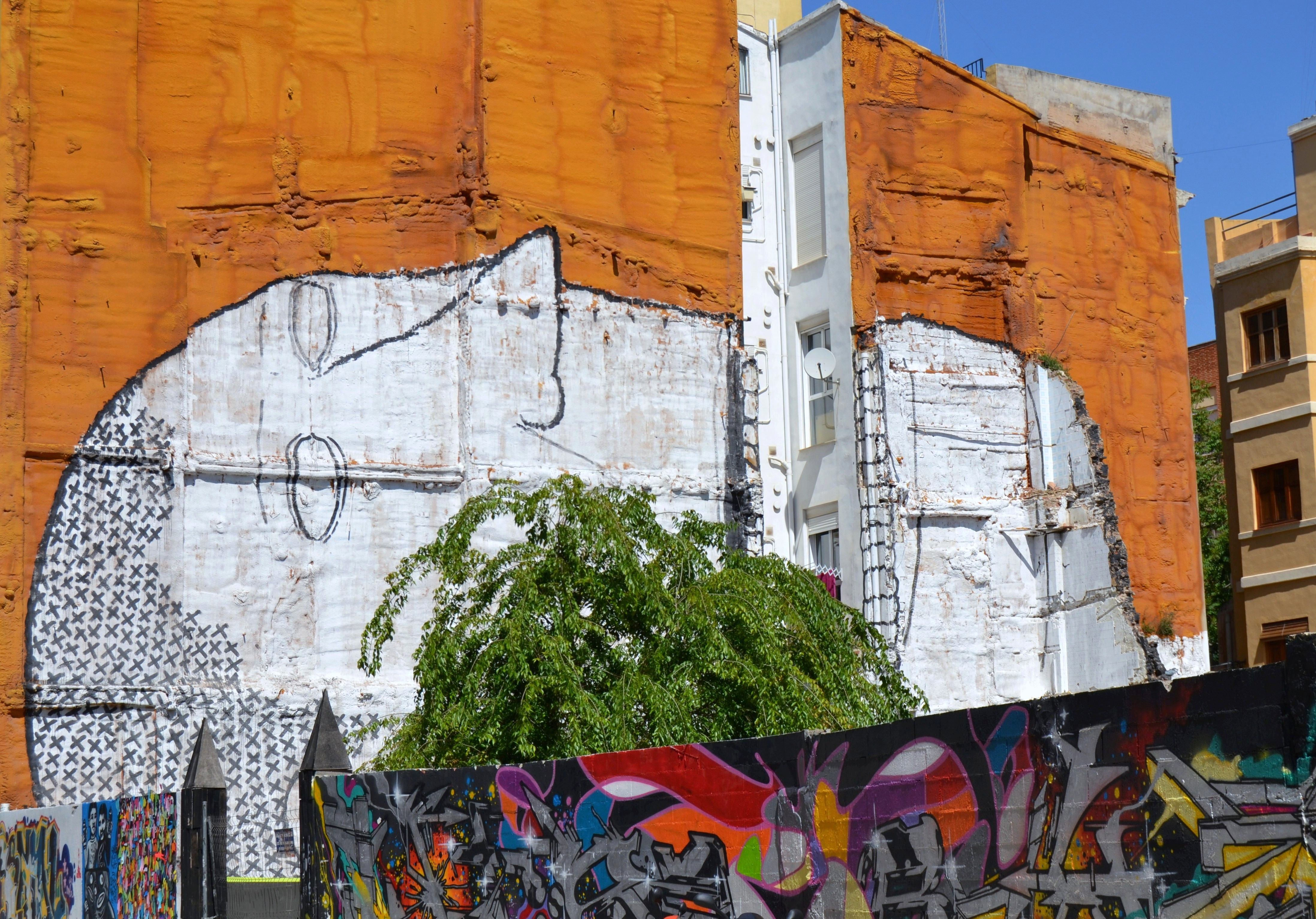
Valencia 2011.
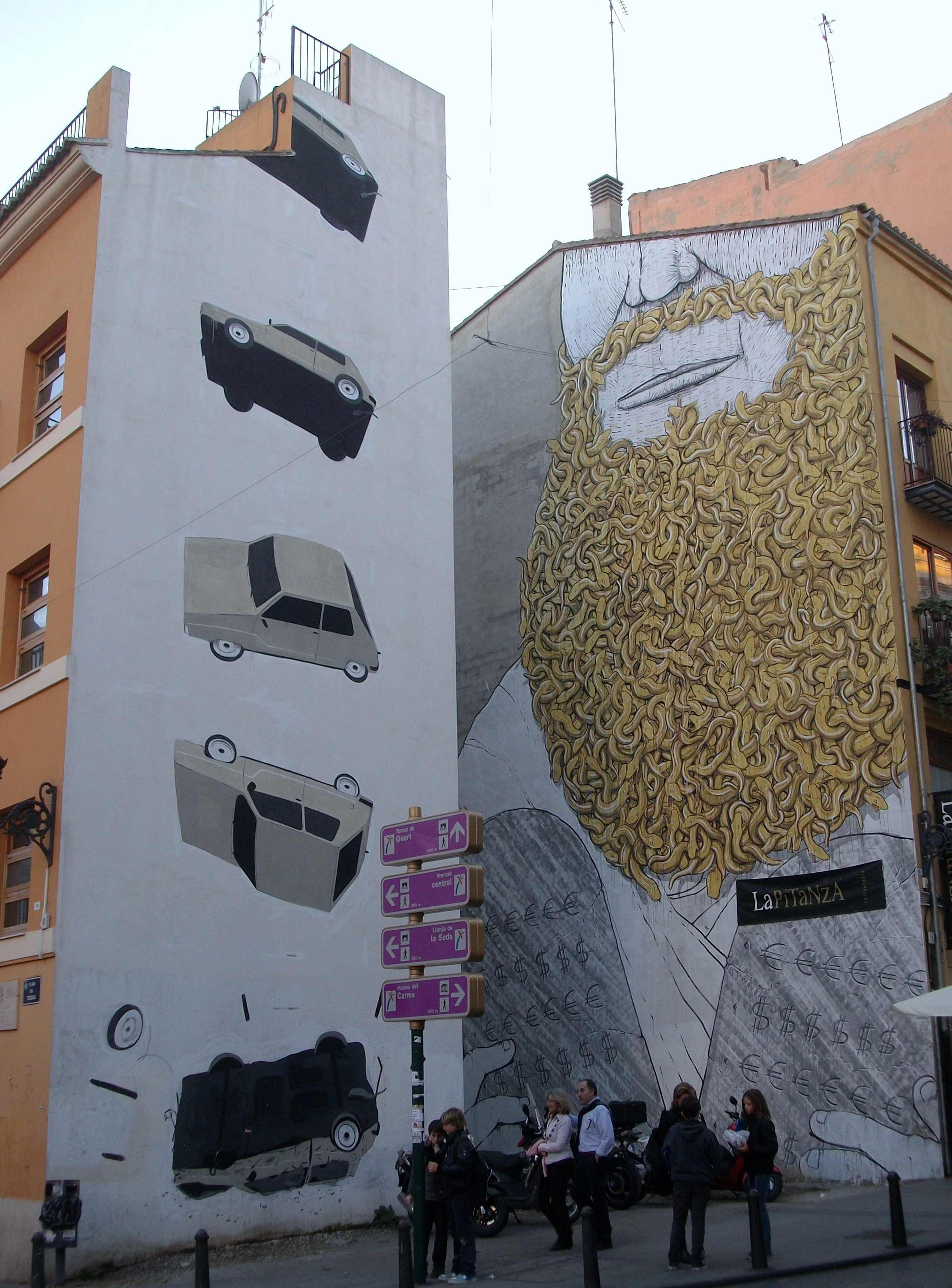
Valencia 2011. Das nebenstehende Auto-Mural stammt von dem spanischen Künstler Escif.
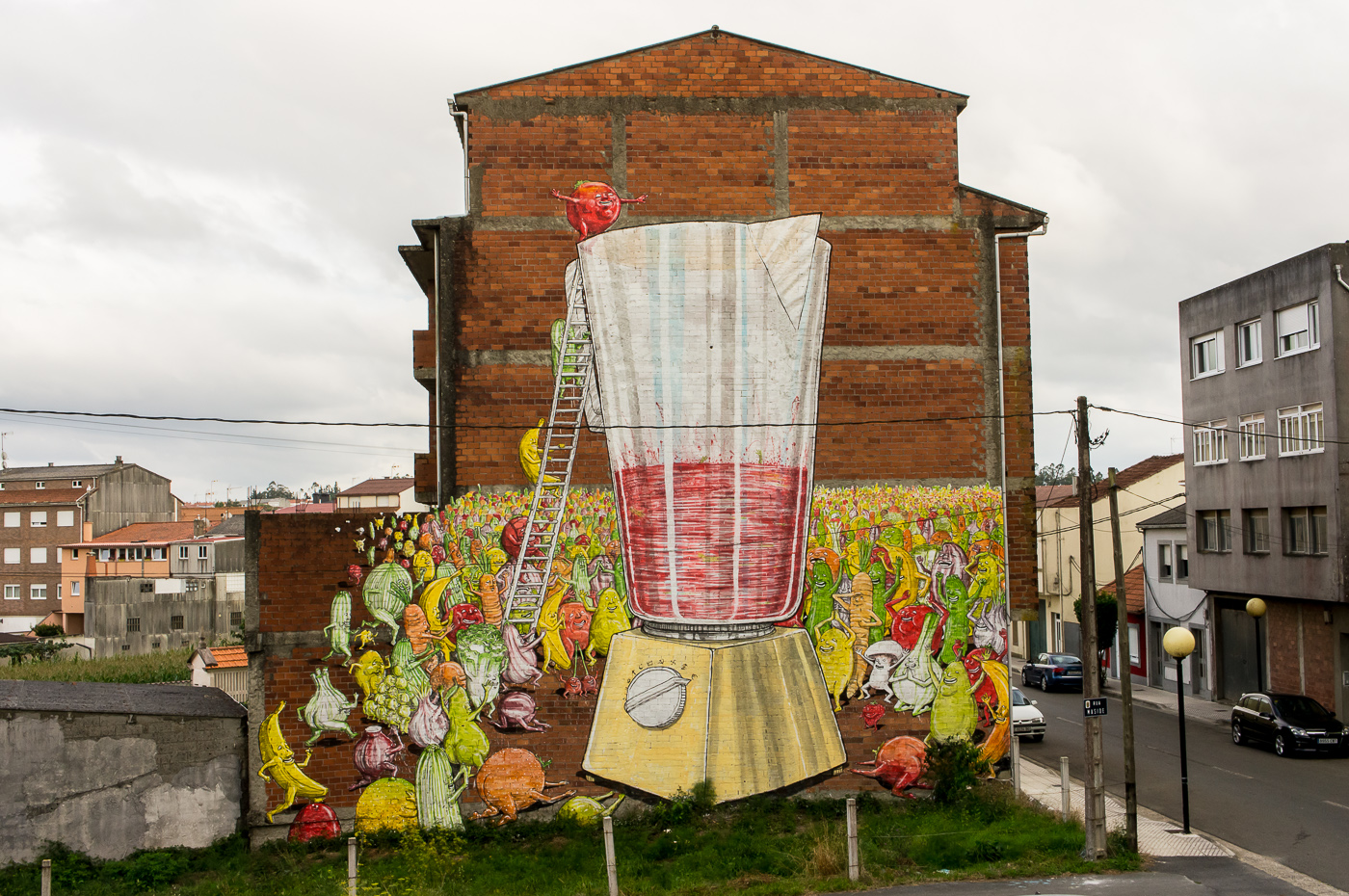
Ordes 2012.
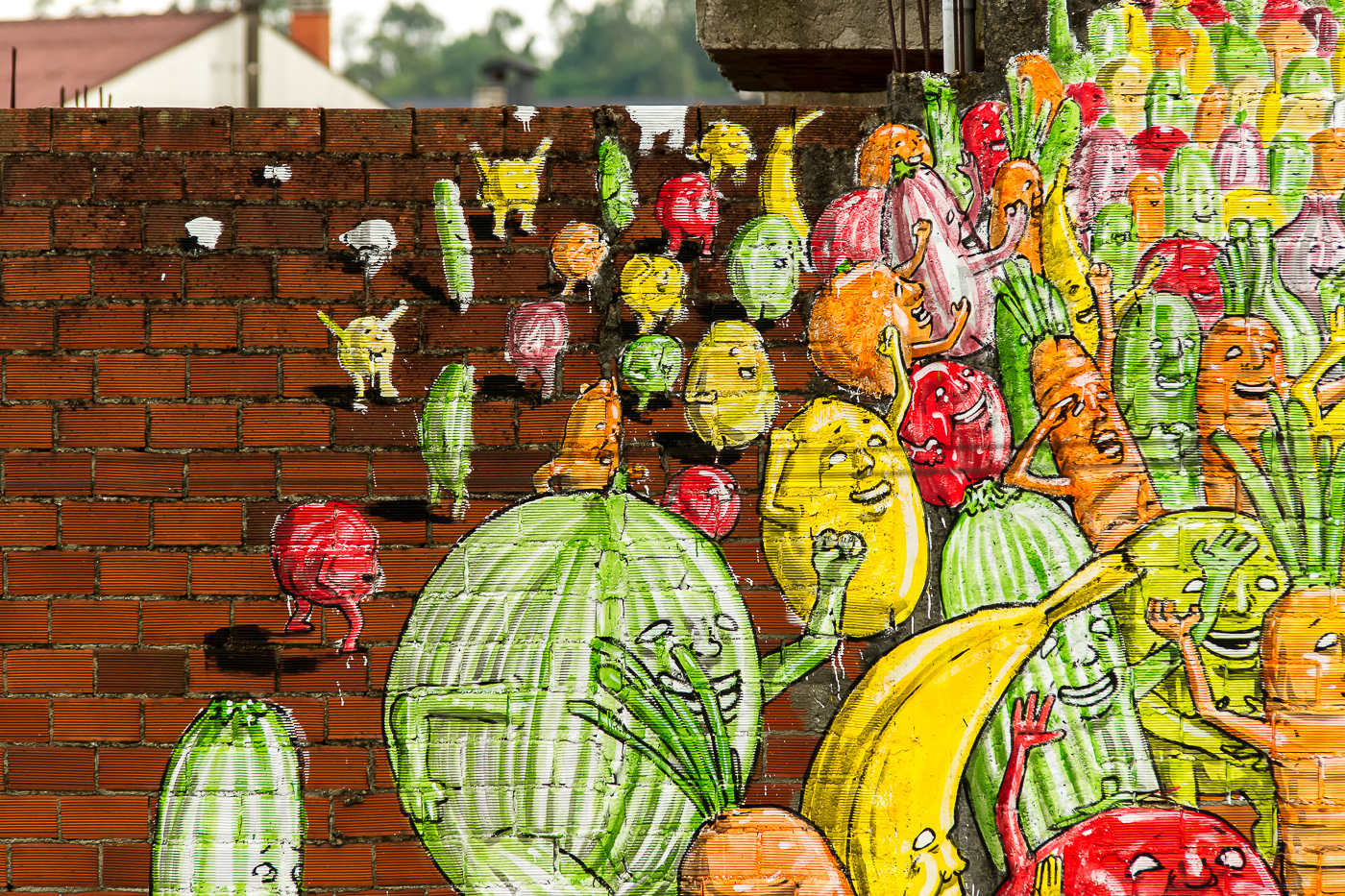
Ordes 2012. Detail.
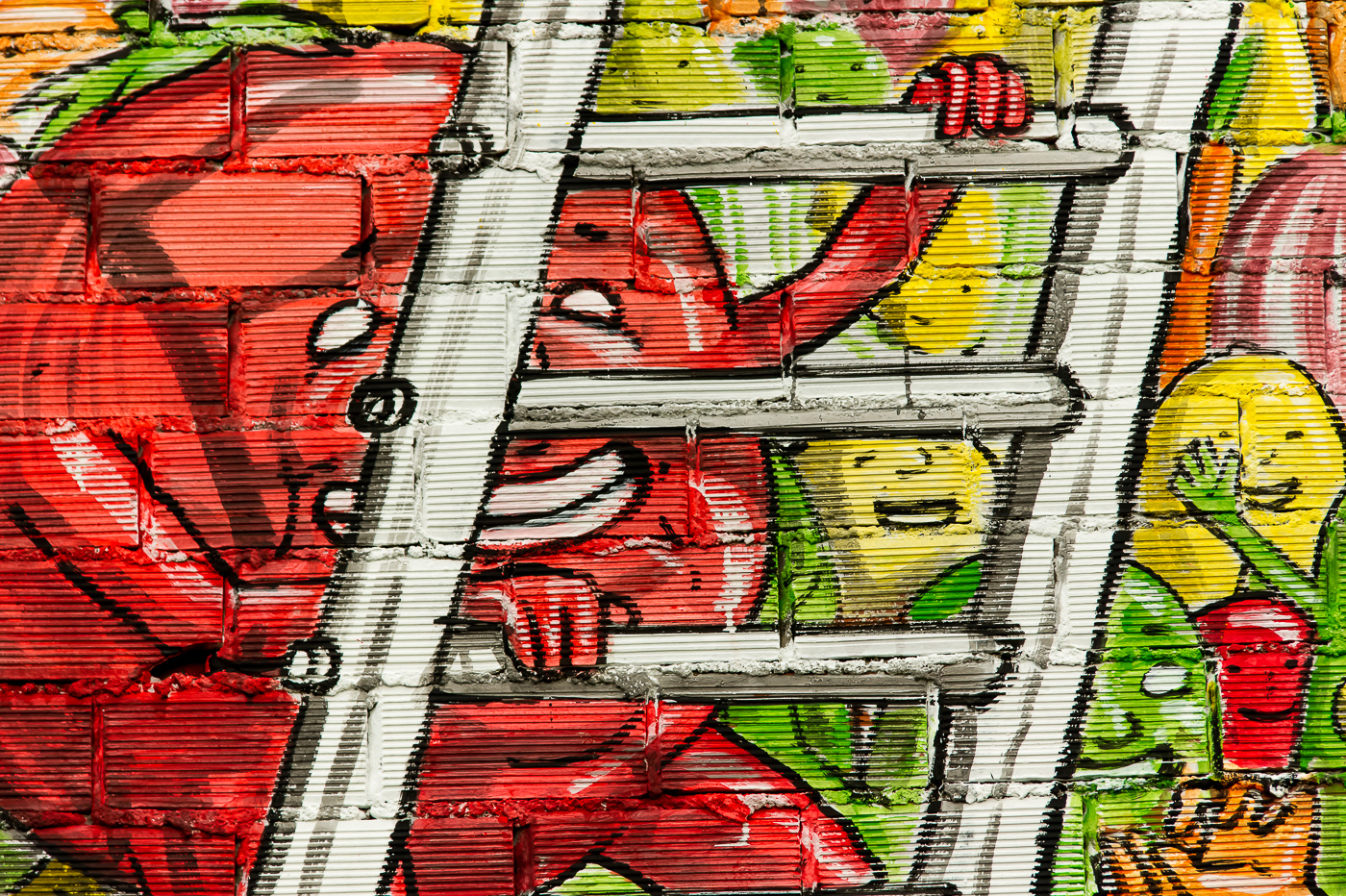
Ordes 2012. Detail.

##### Melilla: Festung EU (2012)
In der spanischen Exklave Melilla, gelegen an der nordafrikanischen Küste an der Grenze zu Marokko und mit bis zu sechs Meter hohen Grenzanlagen abgeschottet, stellte Blu 2012 die EU als Festung gegen die Flüchtlingsströme dar, indem er die Europaflagge verfremdete. Im originalgetreuen azurblau warf er die Flagge auf die Wand eines Lagerhauses. Die zwölf gelben Sterne bildete er, gleichfalls in gelber Farbe, als die Spitzen/Stacheln eines Stacheldrahts ab. Der Stacheldraht verbindet die Stacheln/Sterne zum geschlossenen Kreis. Während der EU-Kreis leer bleibt, drängen von außen rundum Menschenmassen gegen den befestigten Raum. Zu diesem Werk gab Blu ein Statement ab:

“Have you have wondered how Europe looks like from the outside? It looks like a huge electrified triple fence decorated with barbed wire. That is how it looks like in Melilla, a Spanish colony in Africa.”

„Wundern Sie sich etwa, wie Europa von außen aussieht? Es sieht aus wie ein riesiger, dreifacher elektrischer Zaun, verziert mit Stacheldraht. So sieht es aus in Melilla, einer spanischen Kolonie in Afrika.“

### Naher Osten, Westjordanland, Bethlehem (2007)

Blus Wachturmfigur, 2007. Ein gemeinsames Modell von Banksy und Blu wurde 2011 für 12.500 £ versteigert.

Banksys Friedenstaube mit Fadenkreuz

Im Dezember 2007 nahm Blu an der Ausstellung Santa’s Ghetto Bethlehem 2007 teil. Santa’s Ghetto ist ein Pop-up-Shop-Format, das 2002 von Banksy und weiteren Urbanart-Künstlern als Verkaufsformat entwickelt wurde. Die jährlichen Ausstellungen an geheimen Orten zielen mit ihrem Überraschungseffekt in Form eines Guerilla-Marketing auf das Markenbranding. In Bethlehem waren neben Blu und Banksy internationale Künstler wie Ericailcane, Mark Jenkins, Sam3, Ron English, Swoon und das Kollektiv Faile beteiligt. Die Künstler wollten einen Teil der Israelischen Sperranlage zu den Palästinensischen Autonomiegebieten in das größte und kurzlebigste Kunstwerk der Welt verwandeln. Banksy steuerte in schusssicherer Weste eine Friedenstaube und eine Ratte, die eine Steinschleuder auf die Mauer richtet, bei. Nach der Aktion bot ein amerikanischer Sammler für ein Bethlehemer Mauerstück mit einem Werk von Banksy 150.000 Dollar.
Blu bemalte die 25 Kilometer lange und bis zu acht Meter hohe Betonmauer bei Bethlehem mit einem weiten Feld von Baumstümpfen, in dem ein Weihnachtsbaum steht, der von einer Mauer eingekreist ist. Ein weiteres Bild Blus zeigte einen Weihnachtsmann, der mit einem Bagger Mauerstücke beseitigt. Ferner malte er einen kriechenden Riesen, der Dollarnoten in eine Gruppe Soldaten bläst. An einem Wachturm hinterließ er eine Figur, die naiv versucht, den Turm einzureißen, indem sie mit einem Finger in den Beton drückt – nicht ganz ohne Erfolg, denn im Beton zeigen sich erste Risse.
Banksy und Blu stellten ein 24,5 cm hohes Modell des Wachturms her, auf das Blu seine Figur aufmalte. Die Skulptur aus Olivenholz wurde von beiden Künstlern signiert und 2011 bei Bonhams für 12.500 £ versteigert.

### Amerika

#### Übersicht und Reisen 2006, 2009
Seit Herbst 2005 hielt sich Blu mehrfach, teils für mehrere Monate, in Amerika auf. Insbesondere in Zentral- und Südamerika war er auf verschiedene Kunst-Festivals eingeladen. Buenos Aires besuchte er mehrfach, darunter auf der MEGUNICA-Filmreise. Zu den rund 20 Wandbildern, die Blu Ende 2006 auf dieser Reise in Mexiko, Guatemala, Nicaragua, Costa Rica und Argentinien schuf und in denen er unter anderem die Mythologie der Maya aufgriff, siehe
Eine weitere längere Reise im Jahr 2009 führte Blu nach Kolumbien, Uruguay, Peru und wiederum nach Buenos Aires. In Bogotá präsentierte ihn das Urbanart-Festival Memoria Canalla mit dem Plakat Blu en Bogotá, das ihn bei der Arbeit in der kolumbianischen Hauptstadt zeigt. Im fertigen Wandbild hält der Arm eines Geschäftsmanns eine Kreditkarte in der Hand, mit der er ein Meer aus menschlichen Schädeln zu einer Linie Kokain zermahlt. In Lima bemalte er die riesige Fassade eines alten Palastes in der zentralen Avenida Arenales mit einem Wandbild, das die Geschichte Südamerikas als gewaltsame Inbesitznahme historischer wie moderner Konquistadoren interpretiert. Den Hintergrund stellte Blu als Friedhof aus Unmengen von Knochen und Totenschädeln dar – unterbrochen von Nischen, in die Blu die Eroberer, gekrönt von Totenköpfen, setzte. Der moderne Konquistador trägt Bündel von Geldscheinen in der Hand. Darüber hinaus hinterließ er in Amerika Werke in folgenden Ländern:

#### Argentinien, Buenos Aires: Muto und weitere Werke (2006 bis 2011)
Vom Herbst 2007 bis zum Frühjahr 2008 lebte Blu erneut in der argentinischen Hauptstadt und verwendete nahezu die gesamte Zeit zur Produktion des Animations-Videos Muto („Stille“). Für die Animation bemalte er zahlreiche Wände in Buenos Aires. Die einzelnen Bilder verband er mithilfe der Slow-Motion-Technik zu verspielten Sequenzen, in denen die Zeichnungen/Figuren über Wände, durch Türen und auf Gehwegen kriechen und die Straßenkunst als stets wandelbar, manipulierbar und in ihrer Vergänglichkeit kontextualisieren. Die siebenminütige und musikunterlegte Animation verbreitete sich rasant im Internet und verzeichnete mit Stand März 2015 über elf Millionen Aufrufe auf YouTube. Muto wurde mehrfach ausgezeichnet, darunter 2009 mit dem Grand Prix in der Kategorie Lab Competition auf dem Kurzfilmfestival Clermont-Ferrand und gleichfalls 2009 mit dem Grand Prix auf dem Trickfilmfestival Stuttgart sowie 2011 in Stuttgart mit dem Online-Publikumspreis.
Im Jahr 2011 bemalte Blu in Buenos Aires zwei Hauswände mit hunderten Figuren in weißer Farbe, deren Augen und Münder mit einem endlosen Band in den Farben der argentinischen Flagge verdeckt und verbunden sind. Auf Facebook provozierte das Werk mehr als 150 kontroverse Reaktionen. Das Werk wurde teils als Kritik Blus an der Anhängerschaft Kirchners gedeutet, die die Präsidentin 2011 blind im Amt bestätigt hätte. Blu selbst sagte allerdings, jeder könne die Farben der Flagge nach Belieben ändern, je nachdem, wo er wohne. Im Januar 2012 wurde das Bild im unteren Bereich mit der Aufschrift „Y ?“ (= „Und?“) vandaliert. Dieses Graffito wurde wiederum im Jahr 2013 von den Künstlern Astrid und Nacho mit einer Nixe, auf der ein Frosch sitzt, übermalt. Weitere Werke Blus aus dem Jahr 2011 zeigen einen Grill, auf dessen Rost sechs Menschen von lodernden Banknoten geröstet werden, einen monströsen Fluss aus Geldmünzen, der von den Mauern einer gigantischen Stadt zu Tal fällt und die Erde mit auseinanderdriftenden Kontinenten und verloren im Weltraum umherfliegenden Menschen.

#### Bolivien, Cochabamba: Waage der Gerechtigkeit (2015)
Wahrscheinlich im Februar 2015 schuf Blu ein Wandbild in Cochabamba (andere Angabe: in Sucre, dem Sitz des obersten bolivianischen Gerichtshofs). Das Bild an einer Fabrikwand zeigt einen Arm mit Manschette und goldenem Manschettenknopf, der in der Hand eine Balkenwaage hält. Die Balkenwaage gilt als Symbol der Gerechtigkeit und Attribut der Justitia und wägt allegorisch Schuld und Unschuld ab. In der linken Waagschale des Bilds liegt eine 1-Boliviano-Münze, in der rechten steht eine dreiköpfige Indio-Familie. Die Waagschalen sind nicht im Gleichgewicht, die Geldmünze wiegt schwerer als die Familie.

#### Brasilien, São Paulo: Cristo del Corcovado (2007)
Anlässlich des Festivals A Conquista do Espaço – novas formas da arte de rua interpretierte Blu 2007 in São Paulo die Christusstatue Cristo Redentor, die in Rio de Janeiro auf dem Berg Corcovado 30 Meter in die Höhe ragt, neu. Blu stellte Christus in seiner Wandbild-Version auf einen Berg aus Gewehren und weiteren Waffen und ließ die Statue bis zu den Armen in dem Waffenberg versinken.

#### Chile, Santiago: Río Mapocho / HidroAysén (2013)
In der chilenischen Hauptstadt Santiago griff Blu 2013 im Rahmen des zweiten „Festival de intervención urbana ‚Hecho en Casa‘“ das umstrittene Staudammprojekt HidroAysén auf, das Anfang Juni 2014 von der chilenischen Regierung wegen heftiger Proteste und verschiedener Mängel gestoppt wurde. Kritiker des Projekts befürchteten irreparable Schäden für das Ökosystem Patagoniens, darunter den Nationalpark Laguna San Rafael. Für die Darstellung nutzte Blu eine langgezogene Mauer am nördlichen Ufer des Río Mapocho, nahe der Kreuzung der Avenidas Cardenal José María Caro und Recoleta. Im rechten Bildteil zeigte er die intakte Bergwelt Patagoniens mit grünem Vorland und schneebedeckten Gipfeln im Hintergrund. Rechts daneben folgte grau in grau eine detailliert ausgeführte Baustelle mit Fabrikhallen und Schornsteinen, versehen mit den Flaggen der am Projekt beteiligten Unternehmen Endesa (Tochter der italienischen Enel) und Colbún S.A. Von einem Berghang ließ er Geldscheine auf die Baustelle regnen. In der Schnittstelle zwischen Bergwelt und Baustelle stellte er den Staudamm als Fratze dar, aufgehängt zwischen zwei Berggipfeln und gehalten von zu Roboterhänden geformten Leitungen. Die Auslauföffnung ist als mit spitzen Zähnen bewehrtes Maul gezeichnet, das den Fluss nur mehr als kleinen Bach freigibt.

#### Mexiko, Mexiko-Stadt: Flagge Mexikos /Estado asesino(2015)
Nach dem Bolivien-Aufenthalt reiste Blu weiter nach Mexiko-Stadt. Nahe der Plaza Garibaldi und der U-Bahn-Station Garibaldi der Linie 8 interpretierte er am Paseo de la Reforma die symbolische Bedeutung der Flagge Mexikos neu. In dem Wandbild wird die grün-weiß-rote Trikolore von rundum in Reih und Glied angetretenen Soldaten bewacht. Die Farbe Grün der Flagge, die für die Hoffnung steht, unterlegte er mit einer One-US-Dollar-Banknote. Die Farbe Weiß, Ausdruck der Einheit Mexikos und ursprünglich Symbol der Religion beziehungsweise der römisch-katholischen Kirche, zeigt sich als bröckelnde Fassade. Das Blut der Helden der Farbe Rot lässt Blu in ausgefransten Fetzen zerfließen. Nach Darstellung eines lokalen Journalisten versinnbildlicht das Werk einen an Geld, Drogenkrieg und den Interessen einiger weniger gescheiterten Staat, der von der Armee geschützt wird. In seinem Sketch Note-book stellte Blu Fotos des Wandbilds unter die Überschrift Estado asesino (in etwa = „Mörderstaat“). Dazu stellte er ein Foto einer der Protestkundgebungen auf der Plaza de la Constitución mit der in leuchtenden Buchstaben auf das Pflaster gemalten Parole „Fue el estado“ („Es war der Staat“), die sich insbesondere auf die Ereignisse um die Massenentführung in Iguala 2014 bezieht.

#### Nicaragua, Managua: Hombre Banano (2005)
Im Oktober 2005 beteiligten sich Blu, Ericailcane und mehrere zentralamerikanische Streetartkünstler am Festival Murales de Octubre in Managua. Das Kunstprojekt hatte das Ziel, die Avenida Bolívar (auch: Primera Avenida Noroeste oder La 1ª Avenida) im historischen Zentrum der Stadt mit neuen Wandbildern auszustatten und als geschichtsbezogenen Kunstraum zurückzugewinnen. Das monumentale, 100 Meter lange Wandbild El Supremo Sueño de Bolívar des chilenischen Künstlers Victor Canifrù in der Avenida, das einen Bogen von den ersten spanischen Karavellen bis zur Sandinistischen Revolution spannte und das als künstlerisches Herz des revolutionären Nicaragua galt, war 1990/1991 nach der Niederlage der Sandinisten weiß übertüncht und später durch Bilder mit tropischem Dekor ersetzt worden. Zu dem Projekt steuerte Blu das Wandbild Hombre Banano bei, das zu seinen bekanntesten Werken zählt. Das Bild zeigt ein aus Bananen geformtes Monster, das sich über die Förderbänder in einer Verpackungsanlage beugt. Mit dem Bananenmann thematisierte Blu den Protest der Arbeiter auf den Bananenplantagen Nicaraguas.

#### USA, Los Angeles: MOCA (2010)
Zu Blus antimilitaristischem Wandbild am Museum of Contemporary Art, Los Angeles (MOCA), das einen Kunsteklat provozierte, siehe Abschnitt oben.

## Ausstellungen, Videos und Druckwerke (Übersicht)

### Beteiligungen an Ausstellungen und Festivals (Auswahl)
Werke Blus wurden unter anderem auf folgenden Ausstellungen und Kunst-Festivals präsentiert; dabei schuf Blu für die Festivals auf dafür vorgesehenen Flächen in der Regel neue Wandbilder (siehe dazu zum Teil oben die Einträge unter den jeweiligen Ländern).
- 2005, 2006, 2007 – Spinafestival, Comacchio, Italien.
- 2005 – Murales de Octubre, Managua, Nicaragua.
- 2007 – Planet Prozess – Zwischen Raum und Kunst, Berlin.[21]
- 2007 – Santa’s ghetto, Bethlehem, Westjordanland.
- 2007 – Super Fluo, Lazarides Gallery, London.
- 2007 – BackJumps The – Live Issue#3, Kunstraum Kreuzberg/Bethanien, Berlin.[114]
- 2007 – Street Art Sweet Art, Padiglione d’Arte Contemporanea (PAC), Mailand.
- 2007 – A Conquista do Espaço – novas formas da arte de rua, São Paulo, Brasilien.
- 2008 – Street Art, Tate Gallery of Modern Art, London.[115]
- 2008, 2009 – Fame Festival, Grottaglie, Italien.
- 2009 – The Influencers 2009, Festival, Centre de Cultura Contemporània de Barcelona (CCCB), Barcelona, Spanien.[116]
- 2009 – Urban-Art – Werke aus der Sammlung Reinking im Weserburg Museum für moderne Kunst, Bremen. Gezeigt wurden von Blu: drei Zeichnungen, die Animation Muto, der Band Blu. 2004–07.[117][118]
- 2009 – Memoria Canalla, Graffiti y arte en las calles de Bogotá, Exposición en torno al arte gráfico urbano de Bogotá, Museo de Arte Moderno de Bogotá (MAMBO), Juli 2009, Bogotá, Kolumbien.[92]
- 2009 – Grafffest, Danzig.[51]
- 2010 – Procecto Crono, Lissabon.[70]
- 2010 – Black River Festival, Wien.[119]
- 2010 – NuArt Festival, Stavanger, Norwegen.[120]
- 2011 – Draw The Line Festival, Campobasso, Italien.[121]
- 2011 – CityLeaks Festival, Köln.[122]
- 2012 – DesOrdes Creativas, Ordes, Spanien.[83]
- 2013 – Festival de intervención urbana „Hecho en Casa“, Santiago, Chile.[123]
- 2015 – Positive-Propaganda, München.[124]
- 2018 – International Dealmaker, Gruppenausstellung mit Shepard Fairey, Escif, NoNÅME, Positive-Propaganda e. V., München

### Videographie: „Making-of“ und Animationen (Auswahl)
- 2001 OK NO, 3′44″, Musik: Foia und Maledetto. OK NO auf YouTube
- 2005 Child, Animation, 3′27″, Musik: Maledetto. Child auf Vimeo
- 2006 Fino, Animation, Musik von Andrea Martignoni. Fino auf Vimeo
- 2006 Ffwd, Animation, Musik: irr.app.(ext.). FFWD auf Vimeo
- 2007 Fantoche, Wall-painted Animation, Ort: Baden, Schweiz; nachträglich eingearbeitet in Muto. Fantoche auf Vimeo
- 2007 1, 2, 3, etc, Connections, Animation, 10″.
- 2007 La quiete, Animation, Musik: LaQuiete Sulla differenza fra un sorriso e una risata. La quiete auf Vimeo
- 2007 Letter A, Wall-painted Animation. Letter A auf Vimeo
- 2007 Walking, Wall-painted Animation. Walking auf Vimeo
- 2008 Muto, Wall-painted Animation, Musik: Andrea Martignoni Muto auf Vimeo
- 2009 Combo (mit David Ellis), Wall-painted Animation, Produktion Studio Cromie, Fame festival, Grottaglie, 2009. Combo auf Vimeo
- 2009 Morphing, Wall-painted Animation, Ort: Danzig. Morphing auf YouTube
- 2009 Blu at Fame festival 2009, Making-of, Ort: Grottaglie. auf YouTube
- 2010 Big Bang Big Boom, Wall painted Animation (an unscientific point of view on the beginning and evolution of life … and how it could probably end), Länder: Argentinien, Uruguay Big Bang Big Boom auf Vimeo
- 2012 Blu painting in Köln, Wall painted Animation, Ort: Köln. BLU painting in Köln auf YouTube
- 2012 Blu and Ericailcane at Lazzaretto, Wall painted Animation, Ort: Bologna. BLU and ERICAILCANE at Lazzaretto auf YouTube (Memento vom 25. Oktober 2013 im Internet Archive)
- 2012 Blu in Valencia, Wall painted Animation, Ort: Valencia. BLU in Valencia auf YouTube
- 2012 Making of “Ordres”, Making-of, Ort: Ordes, Spanien. Making of "ORDES" auf YouTube

Im Jahr 2010 gab Blu eine DVD über Artsh.it heraus, die 33 Kurzfilme aus den letzten 10 Jahre enthält. Nach Einstellung von Artsh.it wurden die Restbestände über zooo.org vertrieben.

### Bücher
Bei den Editionen handelt es sich um Bildbände, die, abgesehen von Danksagungen in Blu 2004–2007, nahezu textfrei sind.
- 2005 Blu/Ericailcane: 25 disegni. Zooo Print and Press. (Split book, 48 Seiten mit 25 Zeichnungen je Künstler)[127]
- 2006 Blu: Nulla. Zooo Print and Press. (48 Seiten, 50 Zeichnungen)[128]
- 2008 Blu: Blu 2004–2007. Studio Cromie. (160 Seiten, 80 Seiten Fotos, 80 Seiten Zeichnungen)[129]
- 2016 Blu: Nulla 10 years. Zoo print and Press/special jubilee edition of 250 (48 Seiten, 50 Zeichnungen)
- 2018 Blu: Minima Muralia. Zooo Print and Press. (288 Seiten)
- 2018 Blu: Minima Muralia, Special Edition, inkl. Sketches zine, 2 Poster, Zooo Print and Press. (288 Seiten).